# JadeWeserPort

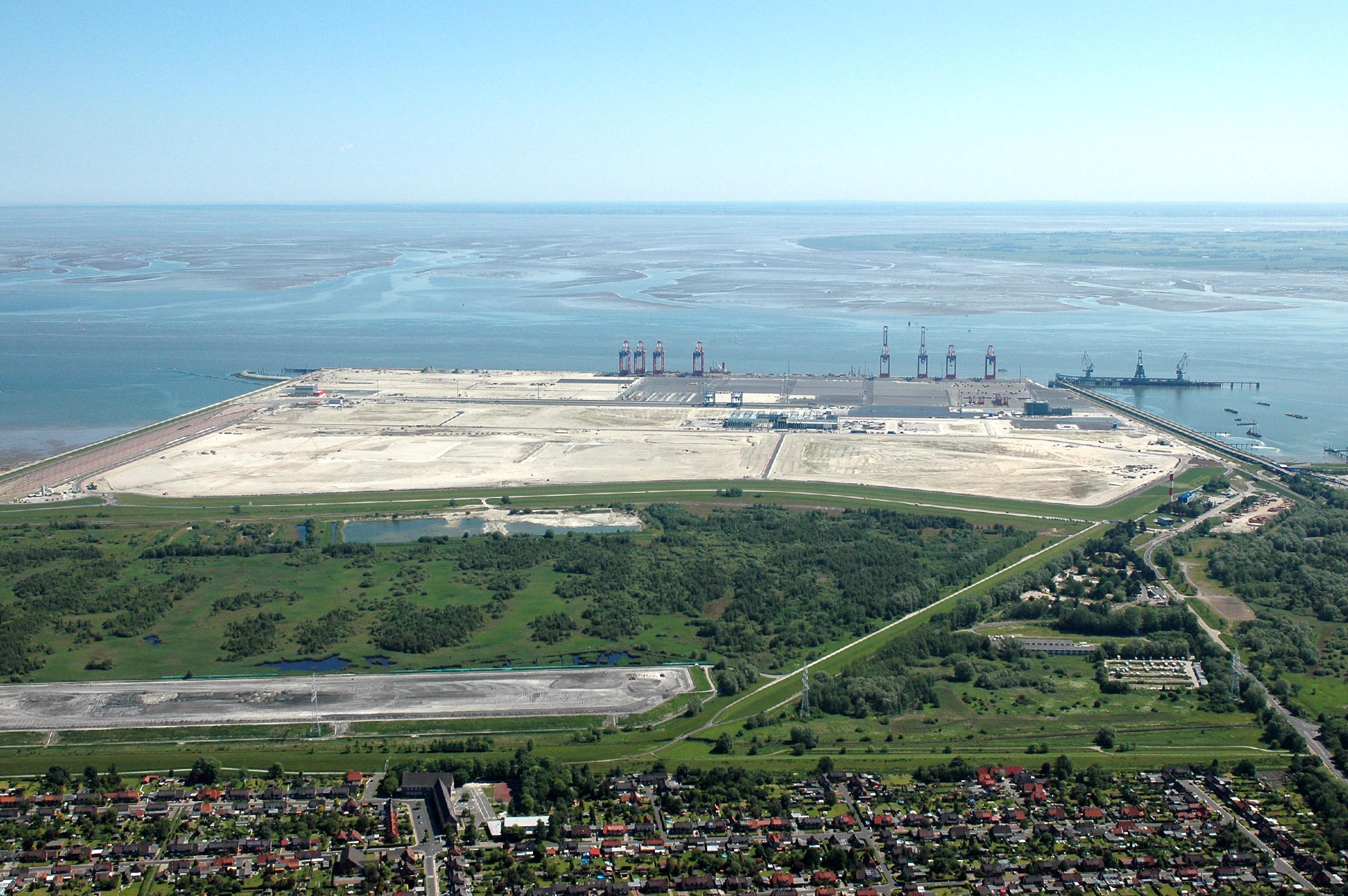
Der JadeWeserPort aus der Luft von Westen aus gesehen (Mai 2012)

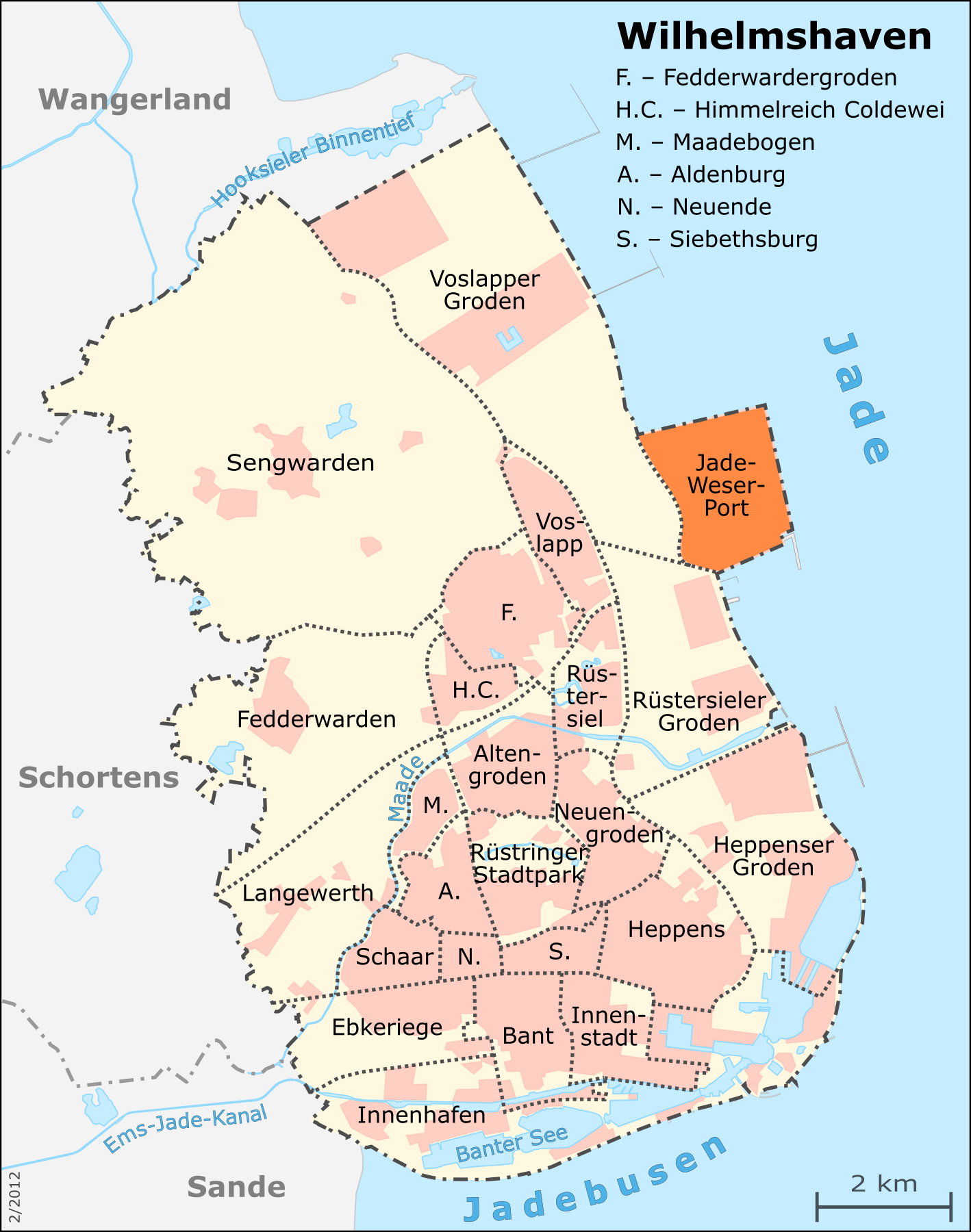
Lage des JadeWeserPorts in Wilhelmshaven

JadeWeserPort (JWP) ist der Name des zum Containerterminal in Wilhelmshaven (CTW) gehörenden Hafengeländes und Namensgeber des gleichnamigen Stadtteils. Das Hafen- und Logistikgelände zählt zur Gruppe der Wilhelmshavener Häfen.

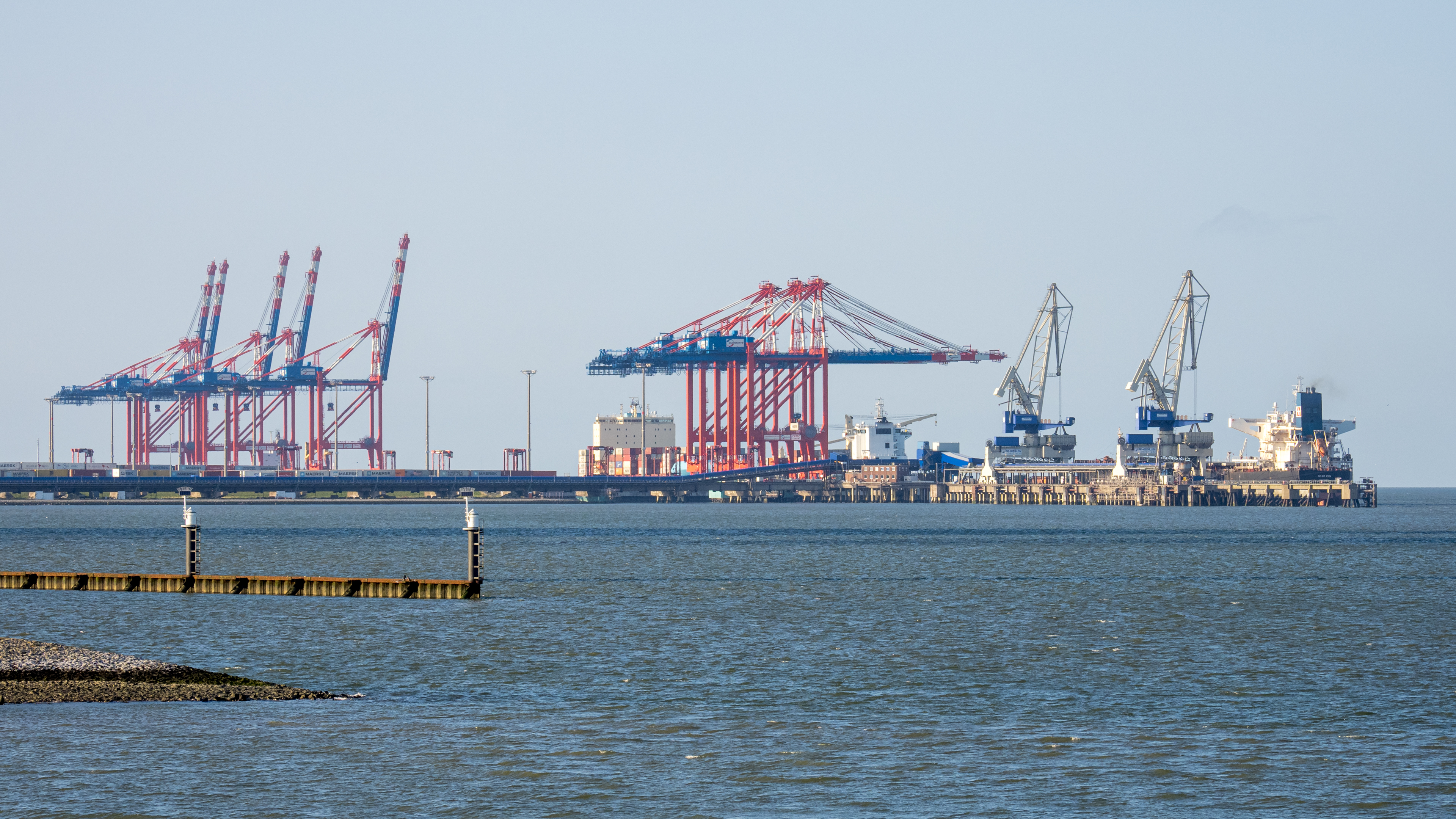
Jade-Weser-Port mit Containerschiffen (2021)

Die Hafenkaje des JadeWeserPort wurde als Tiefwasserhafen westlich neben der Ölpier Niedersachsenbrücke an der Innenjade mit finanzieller Unterstützung der Länder Bremen und Niedersachsen gebaut und am 21. September 2012 offiziell in Betrieb genommen. Die neue Kajenanlage ist durch Sandaufspülungen entstanden und umfasst ein 130 ha großes Containerterminal mit einer 1725 m langen Anlegezone (Kaje). Die mögliche Umschlagkapazität wird mit 2,7 Mio. TEU (20-Fuß-Standard-Container-Äquivalent) pro Jahr angegeben. Der Hafenbetrieb wird von Eurogate als Eurogate Container Terminal Wilhelmshaven (ECTW) durchgeführt.
Das aufgespülte 290 ha große Hafen- und Logistikgelände bildet zusammen mit Teilen der Niedersachsenbrücke und einigen Nebenflächen den 344 ha großen gleichnamigen Wilhelmshavener Stadtteil JadeWeserPort.

## Ziele und Verwirklichung

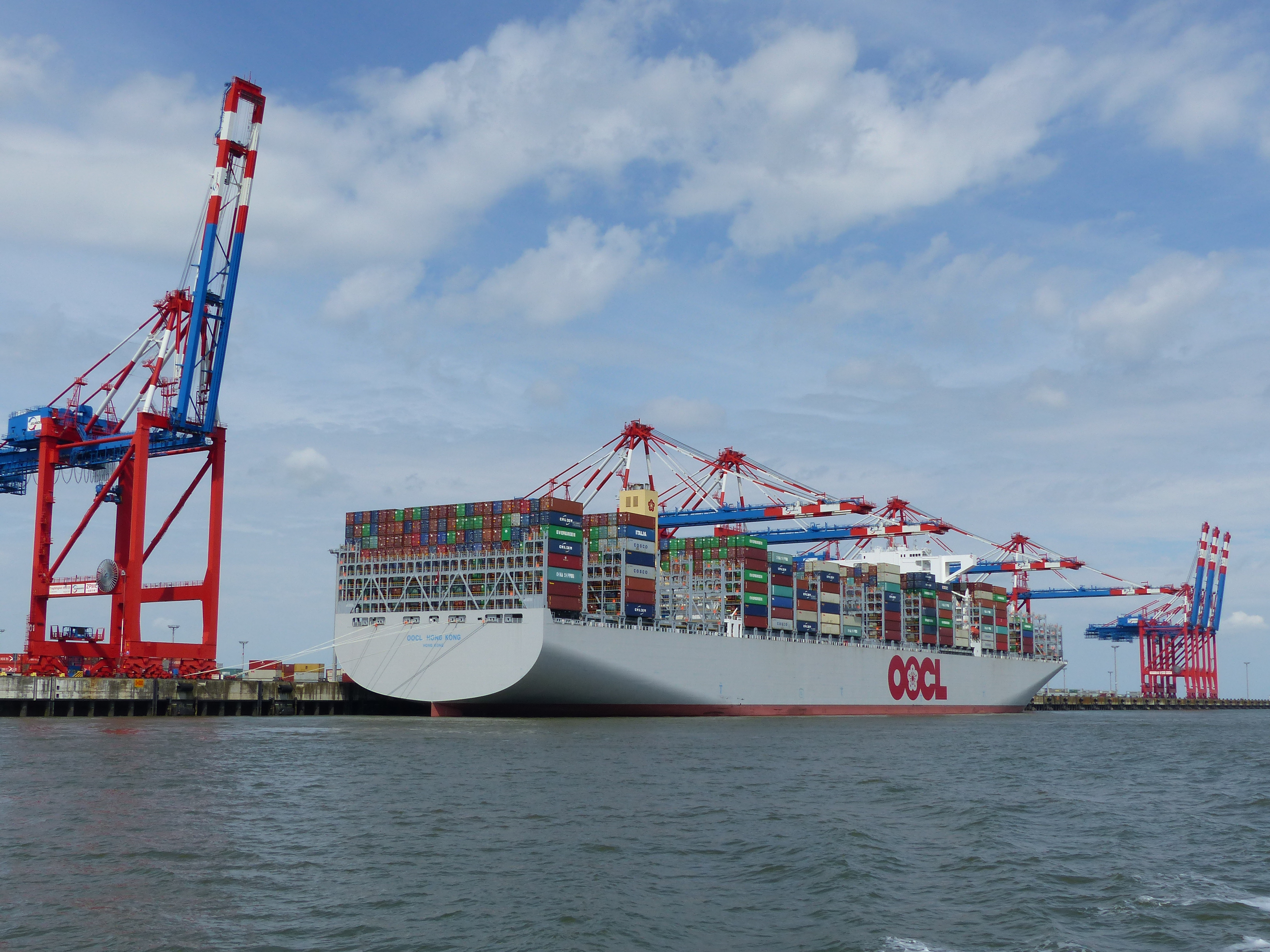
Die OOCL Hongkong ist mit 21.413 TEU das größte Containerschiff, das den JWP bisher anlief (2. Juli 2017)

Vor Beginn der Wirtschaftskrise 2009/2010, der Eurokrise und der Bankenkrisen in vielen Ländern gab es Prognosen, der Containerverkehr würde bis 2025 weiterhin um jährlich rund 6 % wachsen (siehe Seehafenhinterlandverkehr). Der JadeWeserPort sollte ab 2013 im Containerumschlag mit jährlich 2,7 Mio. TEU den dritten Platz unter den deutschen Seehäfen einnehmen – nach dem Hamburger Hafen mit damals 9,3 Mio. TEU und den Häfen von Bremen und Bremerhaven, wo damals 5,8 Mio. TEU umgeschlagen wurden.
Bauherren waren zunächst die drei Bundesländer Hamburg, Bremen und Niedersachsen. Hamburg zog sich 2002 aus dem Projekt zurück. 2011 stieg Hamburg endgültig aus den Planungen aus und entschied, sich stattdessen auf das Projekt der Elbvertiefung zu konzentrieren.
Der JadeWeserPort war dazu ausgelegt, tideunabhängig die seinerzeit größten Containerschiffe, wie z. B. die der Emma-Mærsk-Klasse (14.770 TEU), voll beladen abzufertigen. 2012, zum Zeitpunkt der Eröffnung, waren hierzu weltweit zwölf Häfen in der Lage, davon kein anderer in Deutschland. Die Baugröße von Containerschiffen ist inzwischen stark gestiegen. Die Schiffe der Triple-E-Klasse der dänischen Reederei Maersk haben beispielsweise mehr als 20.000 TEU. Das größte Schiff, das bisher den JadeWeserPort anlief, war die OOCL Hong Kong, ein Mega-Carrier der OOCL G-Klasse mit 21.413 TEU.
Die größte deutsche Reederei Hapag-Lloyd hält seit 2021 30 Prozent der Anteile an der Container Terminal Wilhelmshaven 50 Prozent am Rail Terminal Wilhelmshaven. Diese Anteile wurden von Maersk übernommen.

### Wirtschaftlicher Hintergrund
Die Projektgesellschaft JadeWeserPort Projektrealisierungs-GmbH & Co. KG ging von Wettbewerbsvorteilen durch die tideunabhängige Fahrt für Schiffe bis 16,5 m Tiefgang aus, die den Hafen nach kurzer Revierfahrt von 23 Seemeilen erreichen können. Der JadeWeserPort ist der östlichste Tiefwasserhafen in Nordeuropa (Nordrange). Der Hafen wird (2015) von Fernost-Liniendiensten sowie einem Liniendienst aus dem Mittleren Osten/Indien angelaufen. Hinzu kommen wöchentliche Schiffe der dänischen Maersk sowie Zubringerdienste (Feeder) von und nach Skandinavien, dem Baltikum, Russland und Großbritannien.

#### Hafenkooperation als Antwort auf wachsende Schiffe

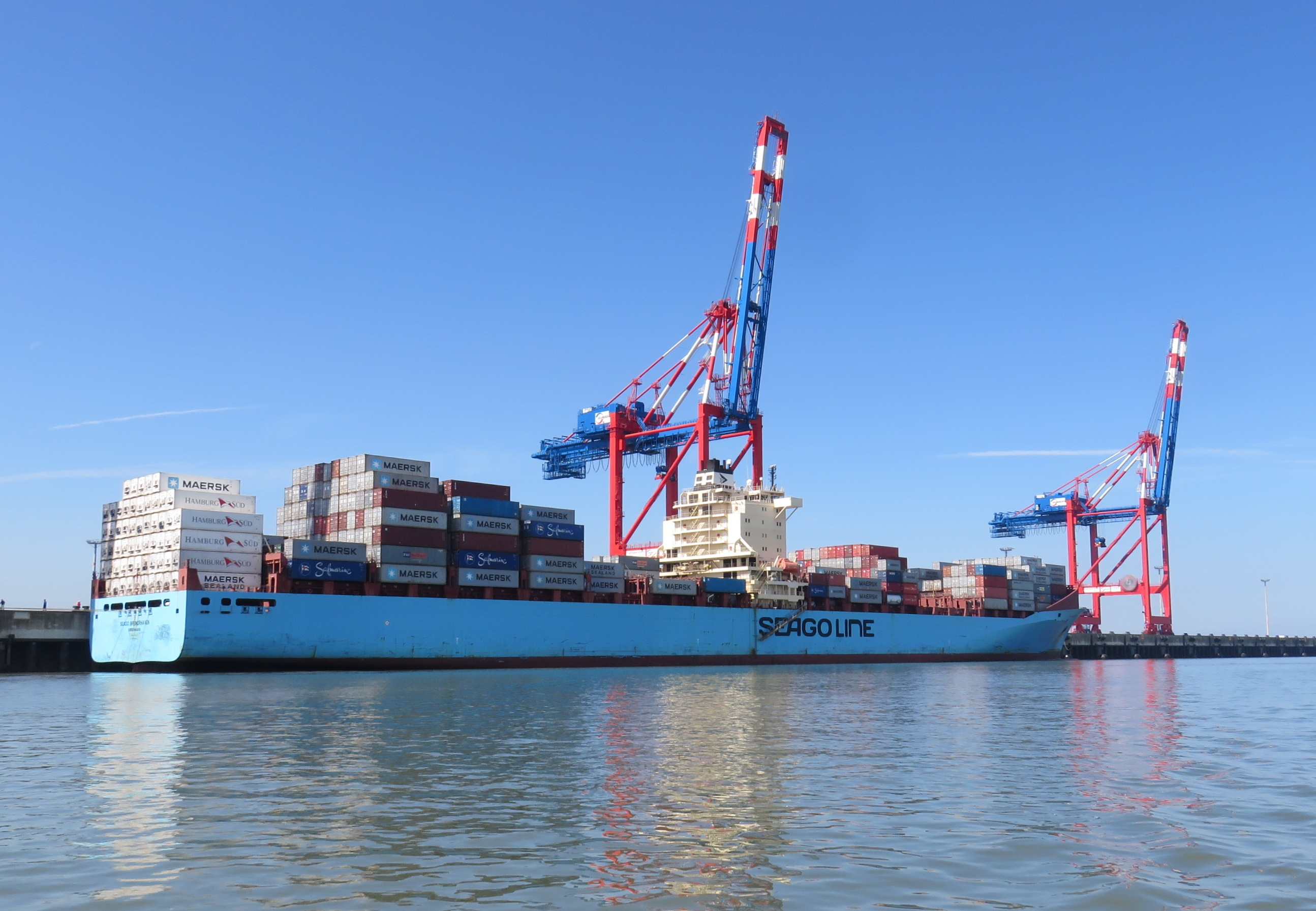
Containerschiff Seago Bremerhaven am JWP

Auch für die beiden anderen deutschen Überseehäfen Hamburg und Bremerhaven werden derzeit Vertiefungen der Fahrrinnen geplant bzw. sind bereits genehmigt. Die neunte Elbvertiefung, die den Anschluss des Hamburger Hafens an den internationalen Seeverkehr gewährleisten soll, wird für tideabhängig einkommende Schiffe einen Tiefgang von 15,9 m erreichen (Angabe für Süßwasser, hier maßgeblich; zum Vergleich bei Salzwasser 15,6 m). Für tideabhängig ausgehende Schiffe soll der Tiefgang bei 14,8 m (Angabe für Süßwasser) liegen. Für Bremerhaven ist eine Vertiefung der Außenweser auf 15,5 m in Vorbereitung, jedoch verzögert sich die Realisierung durch örtliche Begebenheiten. Durch vertiefte Fahrrinnen könnten die heutigen größeren Containerschiffe die Häfen Bremerhaven und Hamburg leichter erreichen. Heute ist dies nur teilbeladen und tideabhängig möglich, indem die Containerschiffe beim Ein- bzw. Auslaufen auf der Flutwasserwelle „reiten“. Im Rahmen der sogenannten „Hafenkooperation“ zwischen verschiedenen Bundesländern kommt dem JadeWeserPort eine besondere und beispielhafte Bedeutung zu. Hierin begründet sich auch sein Erfolg, denn ursprünglich war er als Ausweichhafen gedacht, falls die Häfen der teilhabenden Bundesländer in der Auslastung an ihre Grenzen geraten. Hiervon ist Bremerhaven jedoch weit entfernt, weshalb sich der Fokus des JadeWeserPorts inzwischen gewandelt hat. Inzwischen sind zudem erheblich größere Containerschiffe mit noch größerem Tiefgang unterwegs, als zu Beginn der Bauplanung. Auch dadurch kommt dem JadeWeserPort und der Hafenkooperation zwischen Bremen und Niedersachsen höhere Bedeutung zu. Bis Mitte 2014 baute Daewoo Shipbuilding & Marine Engineering (DSME) in Südkorea zehn Schiffe der Triple-E-Klasse (max. 15,5 m Tiefgang) für die Mærsk Line. Diese über 19.000 TEU tragenden Containerschiffe haben einen Tiefgang von 16 m. Obwohl die meisten Seehäfen nur Tiefgänge zwischen 14 und 16 Meter erlauben, werden immer häufiger Containerschiffe mit größeren Stellplatzkapazitäten und Tiefgängen in Auftrag gegeben. So konnte der Evergreen 20.000-TEU-Typ ab 2018 eine Kapazität von 20.124 TEU und mit 16,0 m Tiefgang aufweisen, die OOCL G-Klasse ab 2017 eine Kapazität von 21.413 TEU bei 16,0 m Tiefgang, die CMA CGM Megamax-24-Klasse ab 2020 eine Kapazität von 23.500 TEU bei 16,0 m Tiefgang, HMM Megamax-Klasse ab 2020 eine Kapazität von 23.500 TEU bei 16,525 m Tiefgang sowie der MSC-Irina-Typ-Klasse ab 2023 sogar eine Kapazität von 24.346 TEU bei 17,0 m Tiefgang.

#### Investitionen im strukturschwachen Raum

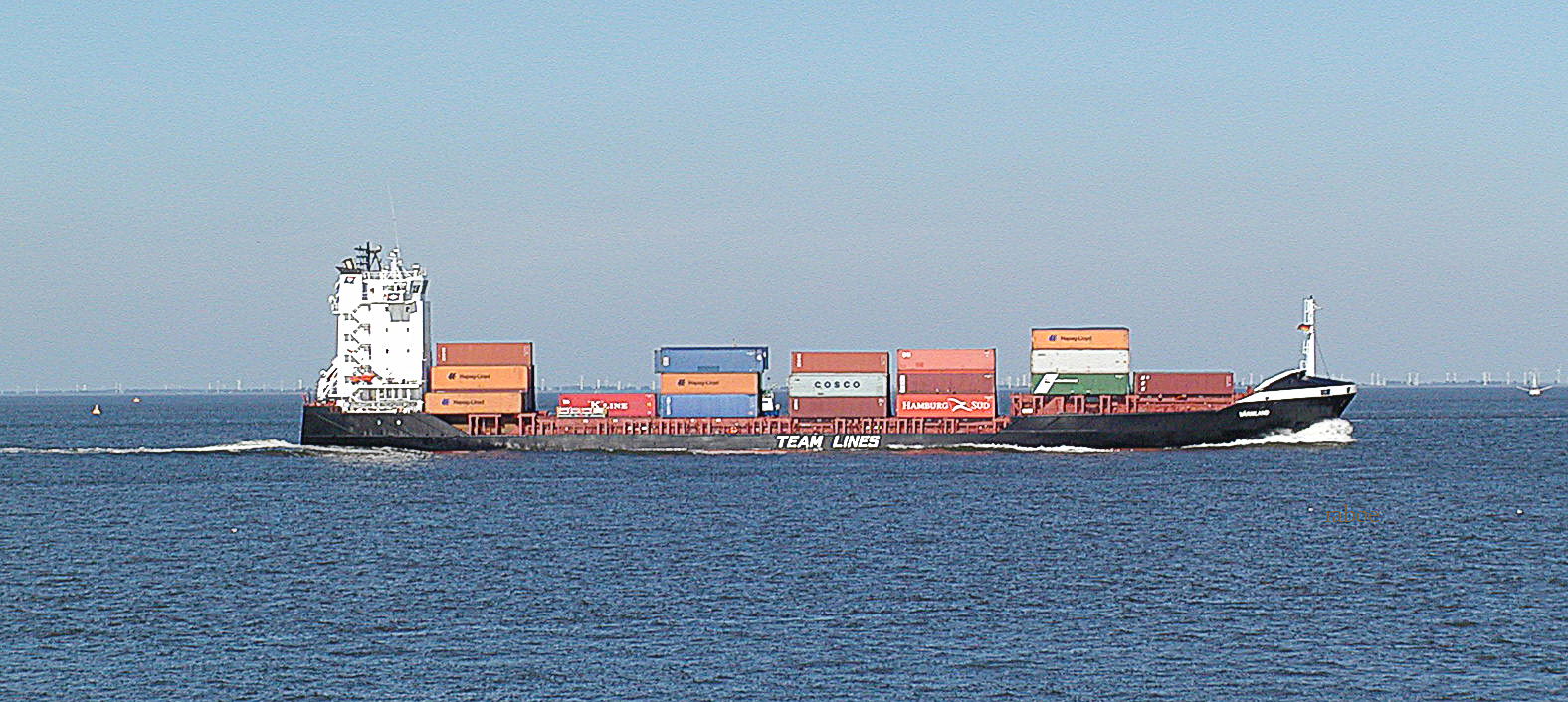
Feederschiffe verteilen einen Teil der Container weiter

Vom Betrieb des JadeWeserPorts und der hiermit verbundenen Ansiedlung von Logistik-Dienstleistern und hafenaffiner Industrie und Gewerbe wurden für den strukturschwachen nordwestdeutschen Wirtschaftsraum Impulse für den Arbeitsmarkt erhofft. Das Personalkonzept der Betreibergesellschaft sah die Schaffung von tausend neuen Arbeitsplätzen vor. Bei Spediteuren und Eisenbahnen wurden weitere tausend Arbeitsplätze in Aussicht gestellt. Verschiedene Studien prognostizieren Gesamtzahlen zwischen 2.100 und 5.800 neuen Arbeitsplätzen (abhängig davon, welche Anteile der umgeschlagenen Ladung in Hafennähe weiterverarbeitet werden). Im Rahmen der Hafenkooperation profitiert Niedersachsen einerseits vom Bremer Know-how, andererseits inzwischen auch im Zuge der positiven Entwicklung hinsichtlich der Arbeitsplatzsituation. Als nachteilig gilt, dass Wilhelmshaven und seine Umgebung als Industrie- und Handelsstandort nur ein begrenztes Ladungsaufkommen in der Region selber generieren können. Ein Ziel der Regionalpolitiker und Wirtschaftsvertreter war im Rahmen der Konzeptionierung, einen Teil der umgeschlagenen Container in der Region zu halten und die Ladung zu veredeln, um die Loco-Quote zu erhöhen. Diese wurde zunächst mit unter 1 % als sehr gering angenommen. Für den Hamburger Hafen lag sie seinerzeit bei 30 %, und für Bremerhaven bei 10 %. Bis zum 16. August 2011 fanden sich jedoch kaum Investoren für das Hafengelände. Ein Jahr vor Inbetriebnahme war erst ein Betrieb gefunden, der sich ansiedeln wollte. Nach der Eröffnung des JadeWeserPorts konnten einige Ansiedlungserfolge und damit weitere Investitionen auf dem Hafengelände verzeichnet werden (siehe Logistikzone).

### Projektierung und Bauvorlauf
Das Projekt wurde 1993 von der Wilhelmshavener Hafenwirtschafts-Vereinigung initiiert. Es sollte aus zwei Bauabschnitten mit zunächst vier und später zwei weiteren Liegeplätzen bestehen. 1998 und 2000 wurden eine Potenzialanalyse und eine Machbarkeitsstudie von der Hafenwirtschafts-Vereinigung vorgestellt. Ein begrenzter Verladebetrieb sollte 2010 aufgenommen werden. Das Investitionsvolumen betrug etwa 950 Millionen Euro, von denen 600 Millionen Euro auf die Basisinfrastruktur und 350 Millionen Euro auf die Suprastruktur entfallen sollten.
Nach Gründung der JadeWeserPort Entwicklungsgesellschaft im Jahr 2001 (war zuständig für das Planfeststellungsverfahren) war die JadeWeserPort Realisierungs-GmbH & Co. KG (Anteile: Land Niedersachsen 50,1 %, Land Bremen 49,9 %) für die Projektverwirklichung zuständig. Im April 2006 erhielt die Firma Eurogate den Zuschlag für den Betrieb des Containerterminals des JadeWeserPorts. Sie hatte 30 % ihres Anteils an den Maersk-Konzern verkauft, der weltweit an vierzig Containerhäfen beteiligt ist. Eurogate trug ein Drittel der Projektkosten.
Der für den Bau des ersten Bauabschnitts notwendige Planfeststellungsbeschluss wurde am 20. März 2007 durch die Wasser- und Schifffahrtsdirektion Nordwest in Aurich erlassen. Der Baubeginn wurde durch mehrere Gerichtsverfahren verzögert. So wurde unter anderem das Vergabeverfahren für die Bauausführung einer gerichtlichen Prüfung unterzogen, deren Ergebnis der Ausschluss des zunächst erfolgreichen Bieters Hochtief war. Am 25. September 2007 erhielt die Bietergemeinschaft aus den Firmen Johann Bunte aus Papenburg, Josef Möbius Bau-GmbH aus Hamburg, Ludwig Voss aus Cuxhaven und Heinrich Hecker aus Oldenburg den endgültigen Zuschlag. Umweltgruppen versuchten vergeblich, den Bau des Hafens auf dem Rechtsweg zu verhindern.
Am 17. Oktober 2007 setzte der Niedersächsische Landtag einen parlamentarischen Untersuchungsausschuss ein, der Verzögerungen und Unregelmäßigkeiten bei der Auftragsvergabe für den Bau des JadeWeserPorts aufklären sollte. Dieser Ausschuss legte im Januar 2008 einen Abschlussbericht vor. Darin wurde festgestellt, dass an mindestens fünf Stellen in unzulässiger Weise in das Vergabeverfahren eingegriffen wurde.
Am 7. März 2008 wies das Oberverwaltungsgericht Lüneburg zwei Eilanträge gegen den sofortigen Vollzug des Planfeststellungsbeschlusses zum Bau des JadeWeserPorts rechtskräftig zurück und erlaubte den sofortigen Baubeginn unter Auflagen.

### Baukonzept
Das Baukonzept für den neuen Hafen sah im ersten Schritt das Aufschütten von Randdämmen im Norden und Süden des späteren Containerterminals vor, damit der später aufzuspülende Sand seitlich gehalten und vor Sturmfluten gesichert werden konnte. Die Oberkante der Terminalfläche wurde auf die sturmflutsichere Höhe von 7,5 m über Normalhöhennull (NHN) ausgelegt. An der Kajenwand als Anlagestelle der Schiffe war somit ein Geländesprung von rd. 28 Metern zu sichern (vergleichbar mit einem 7-geschossigen Haus; Oberkante +7,5 m NHN, geplante Hafensohle NHN −20,1 m). Diese Wand war als Stahlkonstruktion aus Tragpfählen (Doppel-T-Trägern) und Spundbohlen vorgesehen (sog. Kombiwand), die durch schräg zum Land verlaufende Anker gehalten werden. Das Bauprinzip und die auftretenden Kräfte sind in der Planungsphase umfangreich untersucht worden.
Die Änderungsvorschläge während des Ausschreibungsverfahrens für das Baukonzept (sogenannte Sondervorschläge, die auch die Herstellung der Kajenwand betrafen) wurden Gegenstand der juristischen Überprüfung in den Gerichtsverfahren und im oben genannten Untersuchungsausschuss des Landtages.

### Baumaßnahmen und Projektverlauf
Unmittelbar nach dem Urteil des OVG Lüneburg vom 7. März 2008 wurde mit den Baumaßnahmen begonnen. Dazu gehörten auch die Umsetzung der gerichtlich verfügten Schutzmaßnahmen und die Vorbereitung des Spülgrundes. Im Mai 2008 konnte mit der Sandaufspülung begonnen werden. Für diese Maßnahme waren insgesamt zwei Jahre veranschlagt. Gleichzeitig begann man mit dem Aufschütten der Randdämme im Norden und im Süden der Hafenfläche. Ab August 2008 erfolgte das Rammen der stählernen Spundwände. Sie wogen insgesamt 50.000 t. Die Schaffung der Flächen erforderte die Aufspülung von etwa 46 Millionen m³ Sand.
Zunächst war beabsichtigt, die ersten 1000 von insgesamt 1700 Meter Kailänge bis Oktober 2011 fertigzustellen und den Hafen zu diesem Zeitpunkt in Betrieb zu nehmen. Durch zügige Bauweise sollten Fördergelder der Europäischen Union von bis zu 50 Millionen Euro in Anspruch genommen werden können. Anfang 2010 wurde die erste Inbetriebnahme auf August 2012 verschoben, unter anderem weil die Betreiber-Gesellschaften Eurogate und APM Terminals International wegen der Wirtschaftskrise weniger Nachfrage als ursprünglich angenommen erwarteten.
Bis März 2009, ein Jahr nach der Baufreigabe, wurden 17,6 Millionen m³ Sand aufgespült, was etwa 40 % der erforderlichen Sandmenge entsprach. Außerdem wurde ein größerer Teil der unterschiedlichen Bohlen für die Spundwand gerammt. Für die Eisenbahn- und Straßenverbindungen wurden die erforderlichen Brücken errichtet.
Bis Oktober 2009 wurden alle Tragbohlen der Spundwand gerammt. Außerdem wurde auf dem Gelände ein Betonwerk errichtet. In der Nacht vom 10. auf den 11. Oktober 2009 wurde der Saugbagger M30 beschädigt, als ein von ihm angesaugter Blindgänger aus dem Zweiten Weltkrieg explodierte.
Mitte 2010 schrieb Eurogate die Beschaffung der Containerbrücken aus. Ihre Aufstellung erfolgte ab März 2012.
Im Januar 2011 wurde der erste Bauabschnitt der Kaje von 1000 m Länge an den Betreiber Eurogate übergeben. Die Gleisanlagen auf dem aufgespülten Gelände in Form einer 16-gleisigen Vorstellgruppe, die parallel zur nördlichen Hafenkante angelegt ist, waren weitgehend fertiggestellt. In diesem Jahr lehnte die Stadt Hamburg ab, sich wieder in das Projekt einzubringen und sich am zweiten Bauabschnitt zu beteiligen. Im Dezember 2011 wurde die 3 km lange Straßenzufahrt am Ende der A 29 als Anschluss zum JadeWeserPort fertiggestellt.

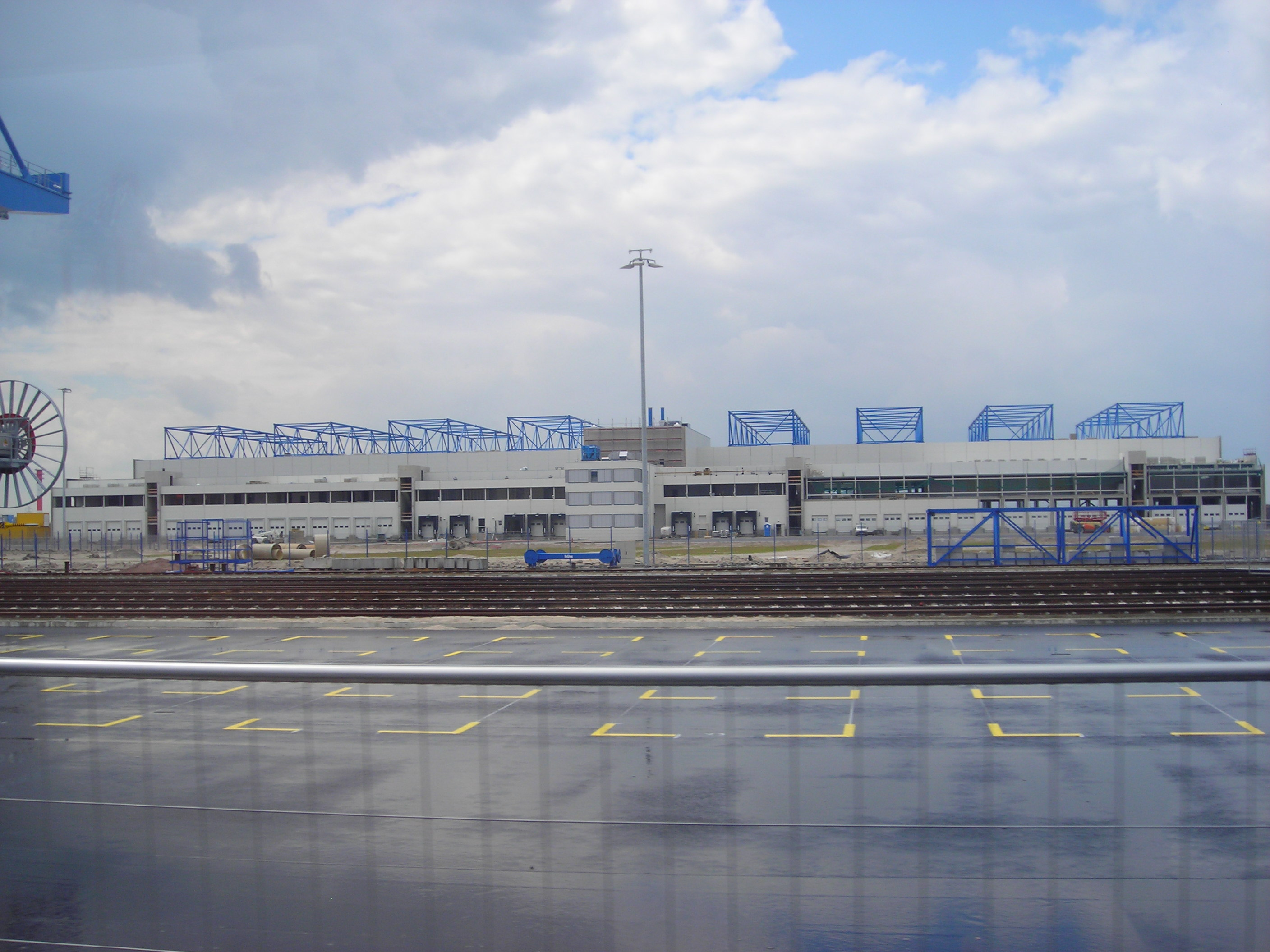
Das Nordfrost-Terminal in Bau. In der Mitte im Vorbau die Grenzabfertigungsstelle, vor dem Gebäude die Gleise der KV-Gruppe

Im Januar 2012 wurden die Aufspülarbeiten abgeschlossen. Von Oktober 2011 bis Januar 2013 wurde die Eisenbahnstrecke zwischen Oldenburg und Wilhelmshaven durchgehend zweigleisig ausgebaut. Die Elektrifizierung der Strecke wurde für 2016 geplant. Im Oktober 2015 schlossen der Bund und die Deutsche Bahn eine Finanzierungsvereinbarung zur Elektrifizierung ab, mit der in der ursprünglichen Planung ab 2022 ein elektrischer Zugbetrieb möglich sein soll. Zum Jahreswechsel 2022/2023 konnte die Elektrifizierung der 16-gleisigen Abstellanlage in
Querfeldbauweise inklusive der Gleisanbindung an das Streckennetz der Deutschen Bahn AG abgeschlossen werden und die Oberleitungsanlage der Vorstellgruppe des JadeWeserPort in Betrieb genommen werden.
Anfang 2012 wurden Risse in der Stahlkonstruktion der Kajenwand in Form so genannter Schlosssprengungen öffentlich bekannt. Hierbei rissen die verbindenden Stahlschlösser in ihrer nut- und federartigen Verwinklung auf, so dass Gefahr bestand, dass der aufgespülte Sand nicht mehr sicher zurückgehalten werden kann. Die Schäden erforderten eine Sanierung der betroffenen Kajenbereiche. Dies geschah bei einzeln auftretenden Sprengungen durch Hochdruck-Injektionen mit Beton und Vorsetzen von Stahlplatten. Bei den gehäuft auftretenden, nebeneinander liegenden Schadensbereichen wurde eine 450 m lange und 9,5 m hohe vorgesetzte Betonwand aus 446 Betonfertigteilen vor die vorhandene Spundwand an der Kaje gesetzt.
Im April 2012 begannen die Betriebsvorbereitungen; der Probebetrieb wurde durch die Bauschäden beeinträchtigt. Anfang Juni 2012 gab man bekannt, dass der Hafen wegen der Schlosssprengungen an der Kaimauer (Mitte 2012 über 300) erst Ende September 2012 anstatt am 5. August in Betrieb gehen sollte. Am 26. Juli 2012 wurde die Sanierung der ersten 1000 m Kajenlänge abgeschlossen; der Betreiber Eurogate konnte auf dieser Länge mit dem vollen Probebetrieb beginnen.
Am 13. Juni 2012 machte das Feederschiff Pictor J am JadeWeserPort als erstes Containerschiff für Tests und Erprobungen mit Leercontainern fest, die auf einem 400 Meter langen Stück der Kaje erfolgten.

Baufortschritt
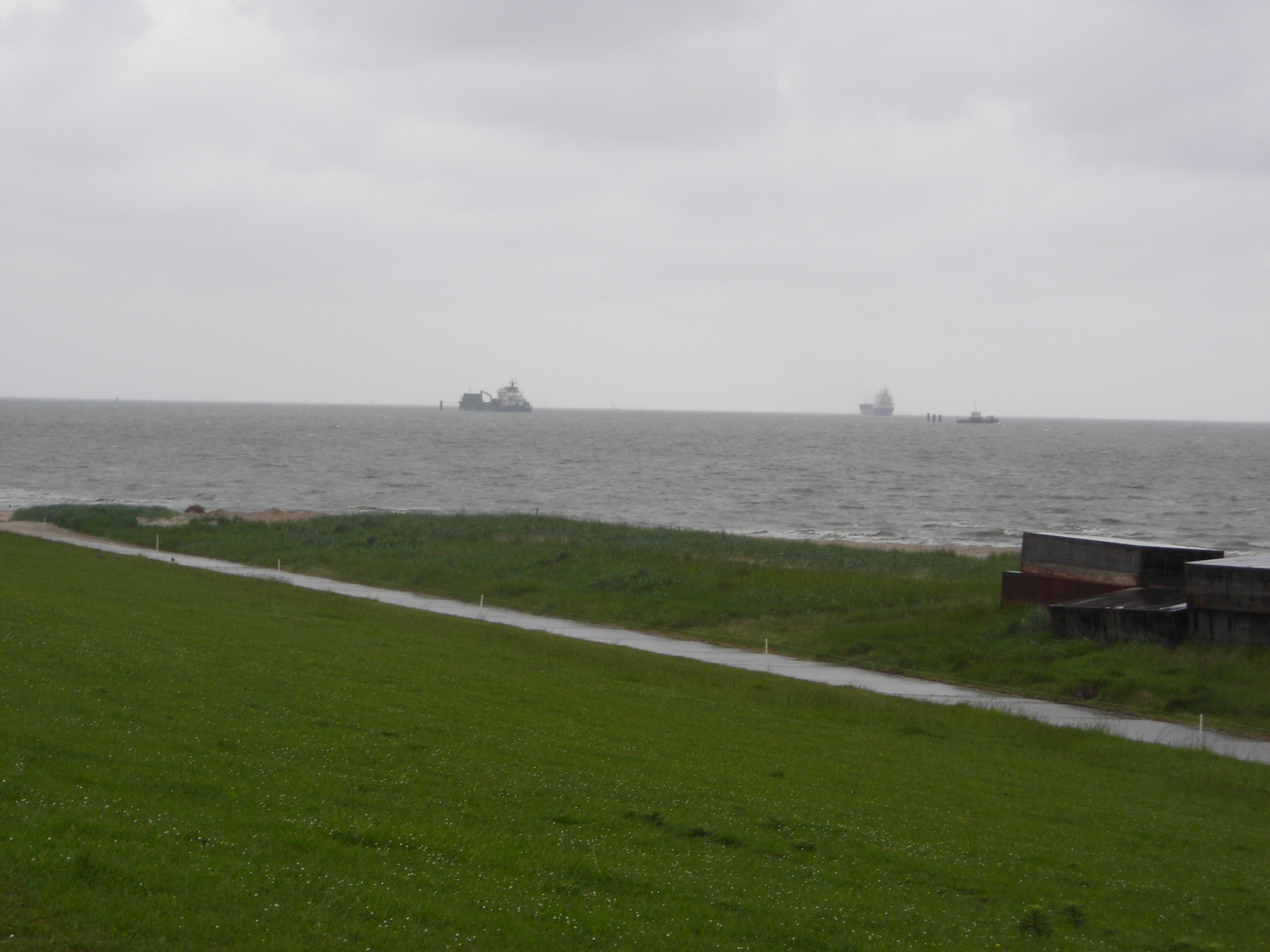
Bagger und Arbeitsschiffe an der JWP-Baustelle im Mai 2008
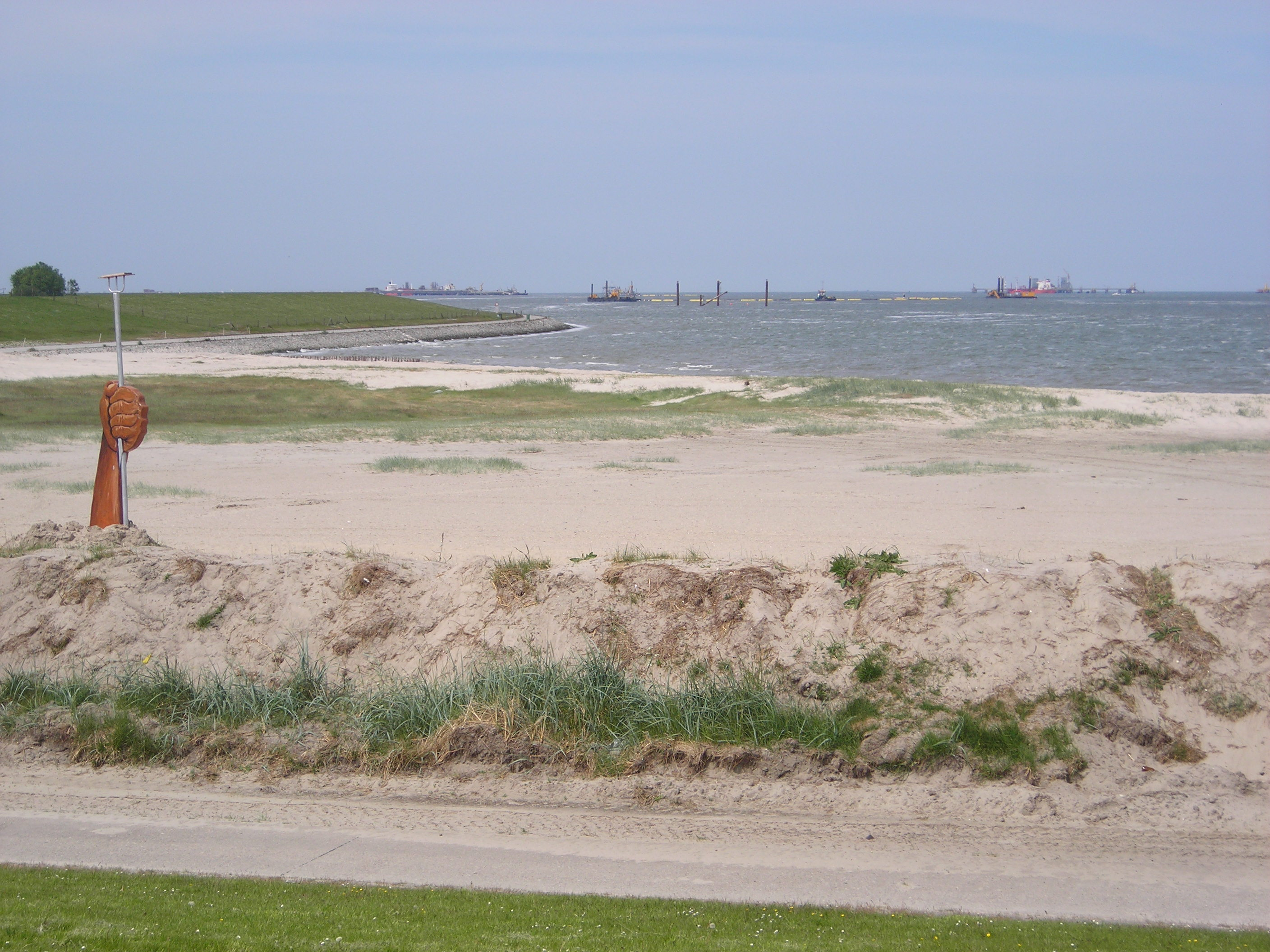
Erste Bauarbeiten im Mai 2008; im Vordergrund steht ein Protestsymbol gegen den Bau und den Fortfall des Geniusstrandes.
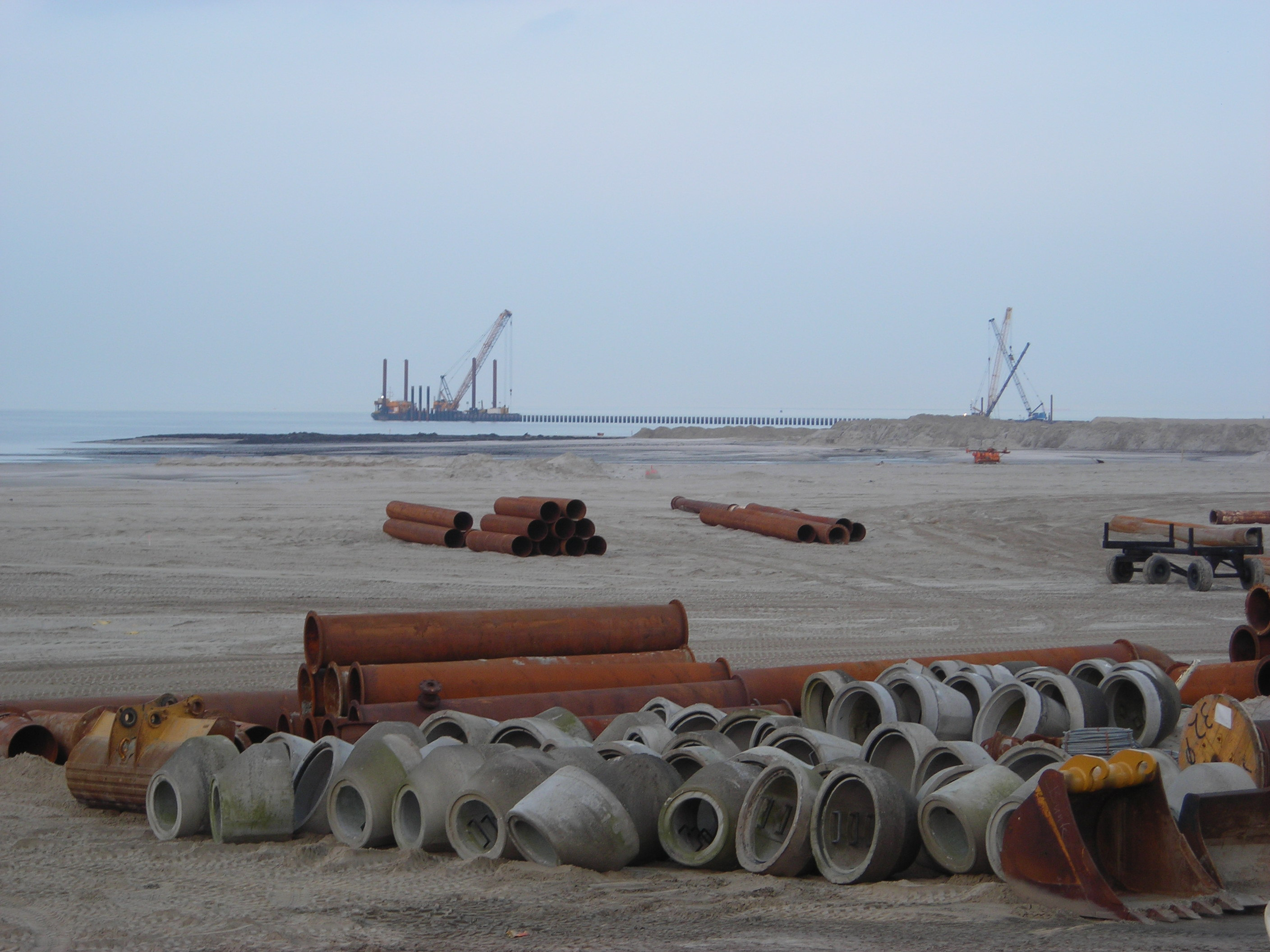
Die Baustelle im März 2009; im Hintergrund eine Ramme bei der Arbeit an der Spundwand
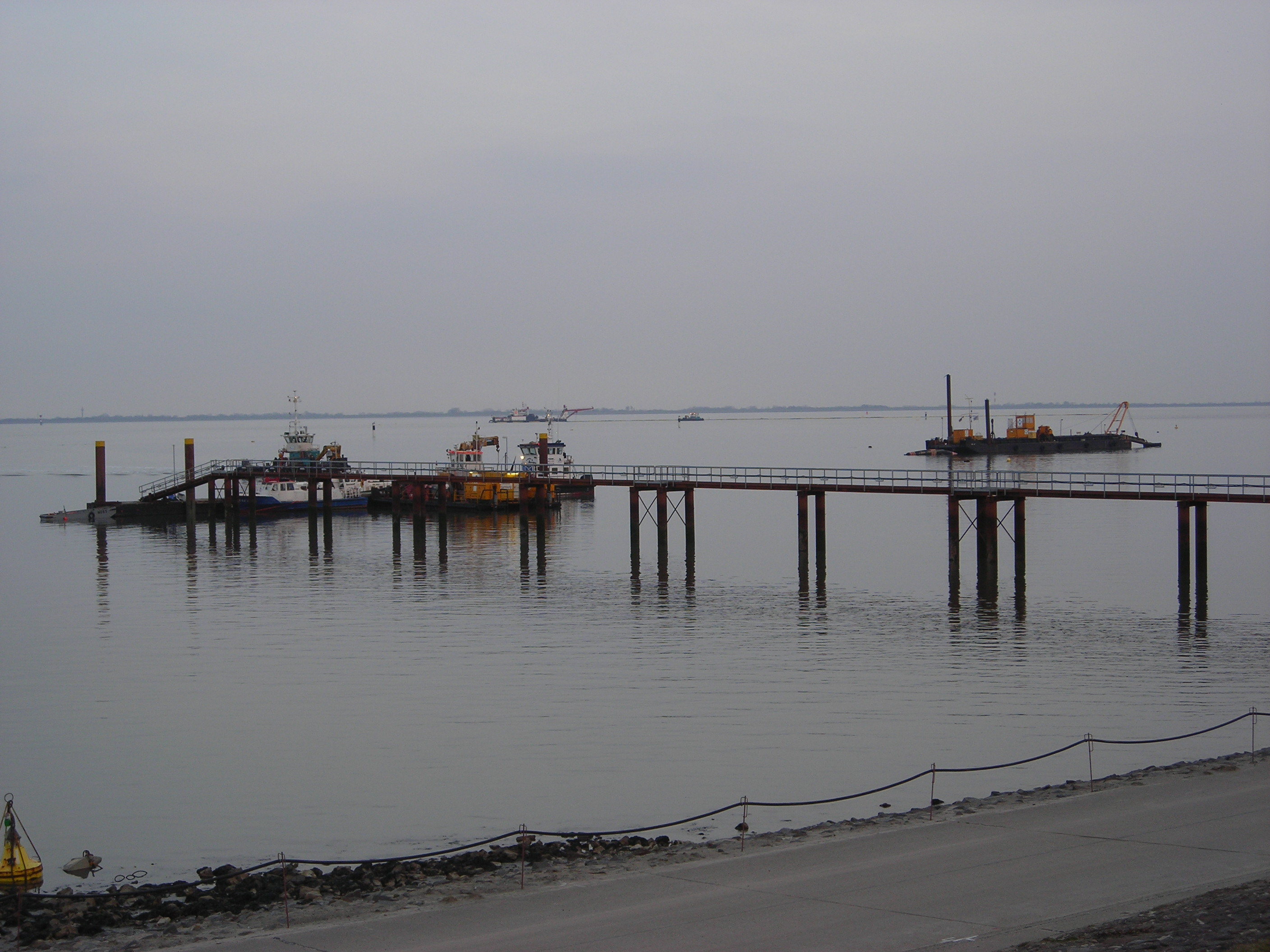
Der Bauhafen südlich der Niedersachsenbrücke. Im Hintergrund der Spülbagger Pirat X an einer schwimmenden Sandleitung
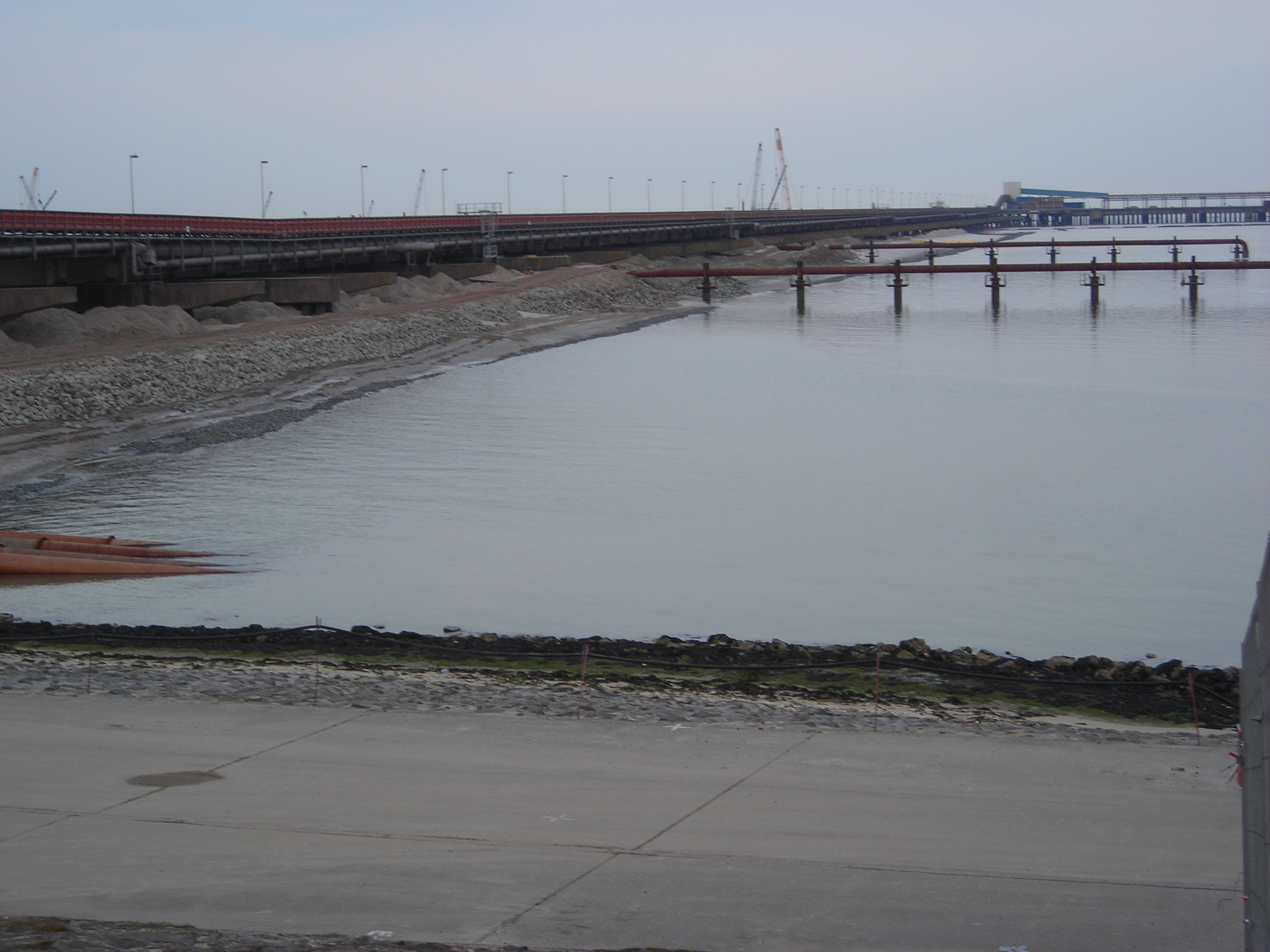
Die Niedersachsenbrücke wird in den südlichen Abschlussdamm des JadeWeserPort einbezogen.
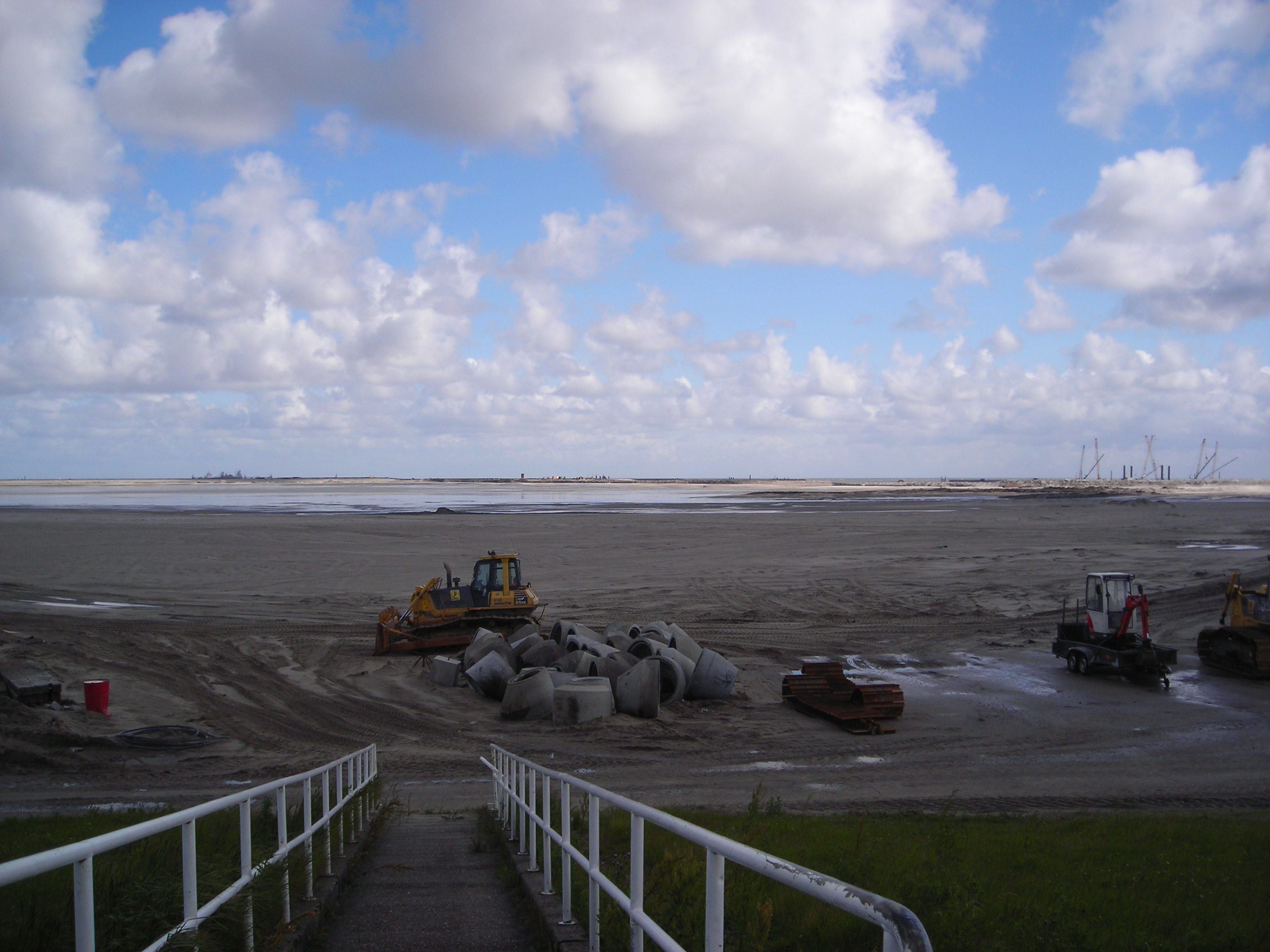
Juni 2009: Die Hafenfläche ist bereits so weit aufgespült, dass sie bei Niedrigwasser fast trockenliegt.
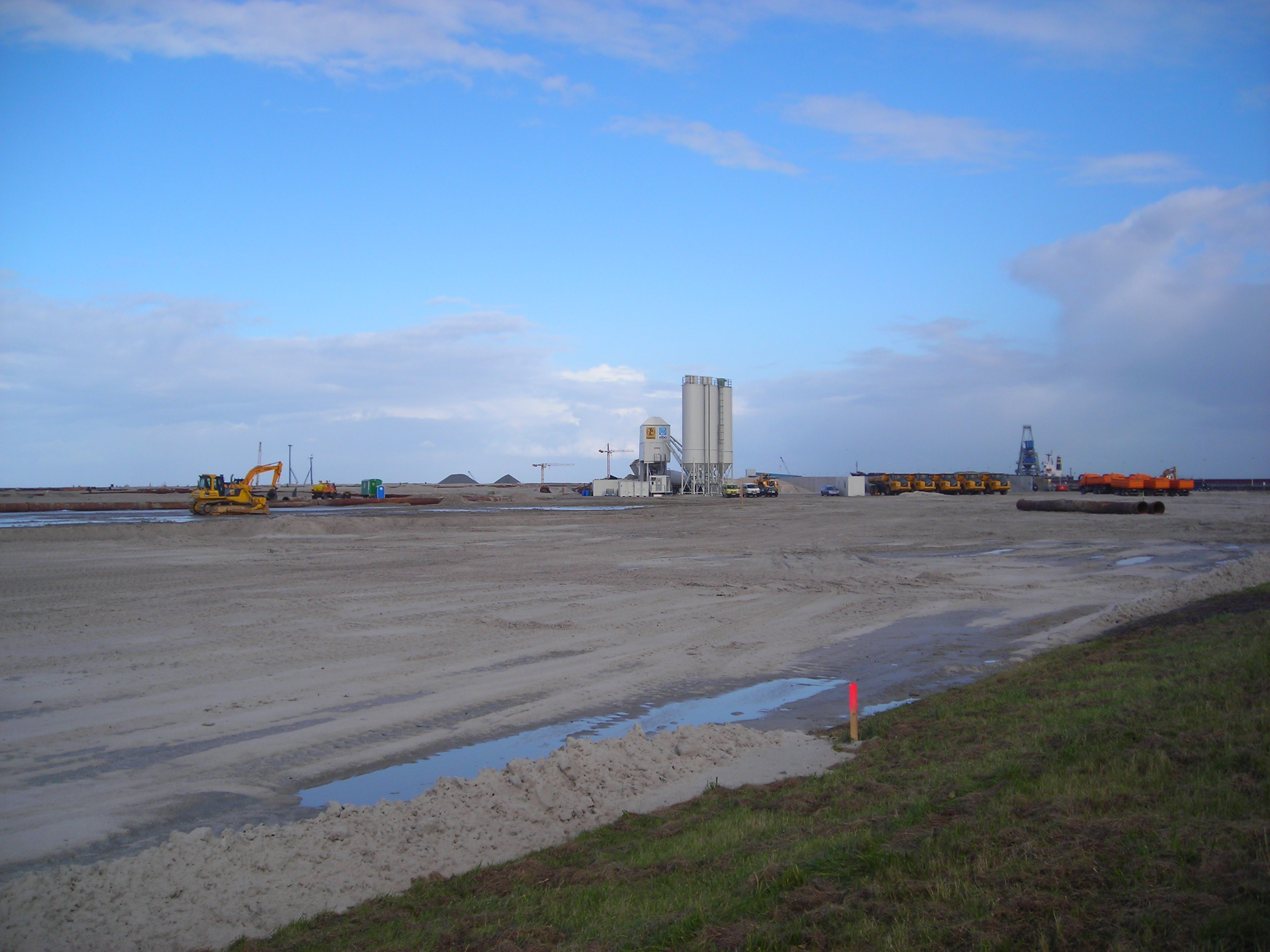
Oktober 2009: Auf dem bis knapp unterhalb der Deichkante aufgespülten Gelände steht ein Betonwerk. Die vor dem Deich verlaufende Straße ist überschüttet. (Vgl. Zustand Mai 2008)
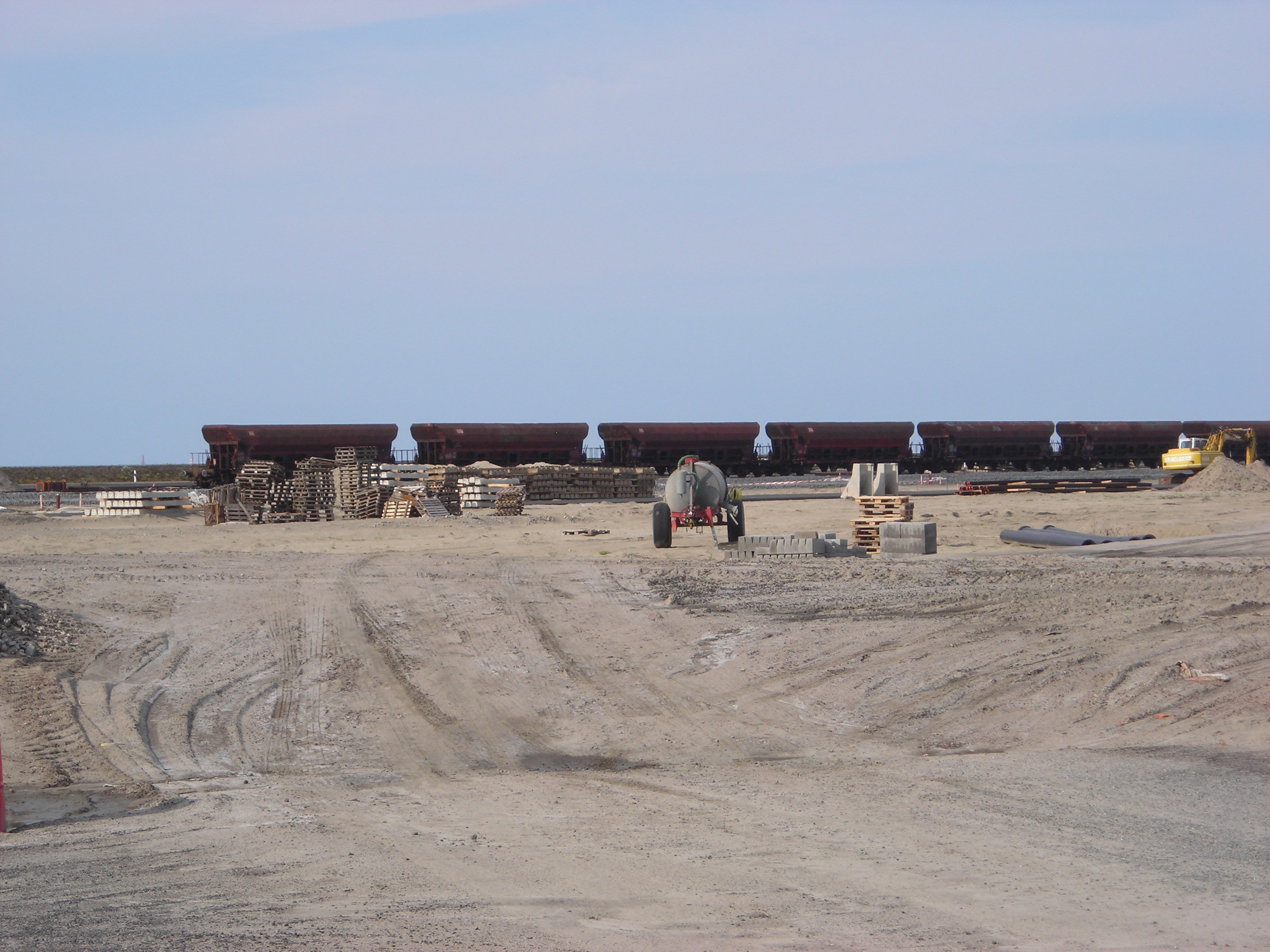
Juli 2010: Ein Zug bringt Material für den Bau der Gleisanlagen im Nordbereich des aufgespülten Geländes
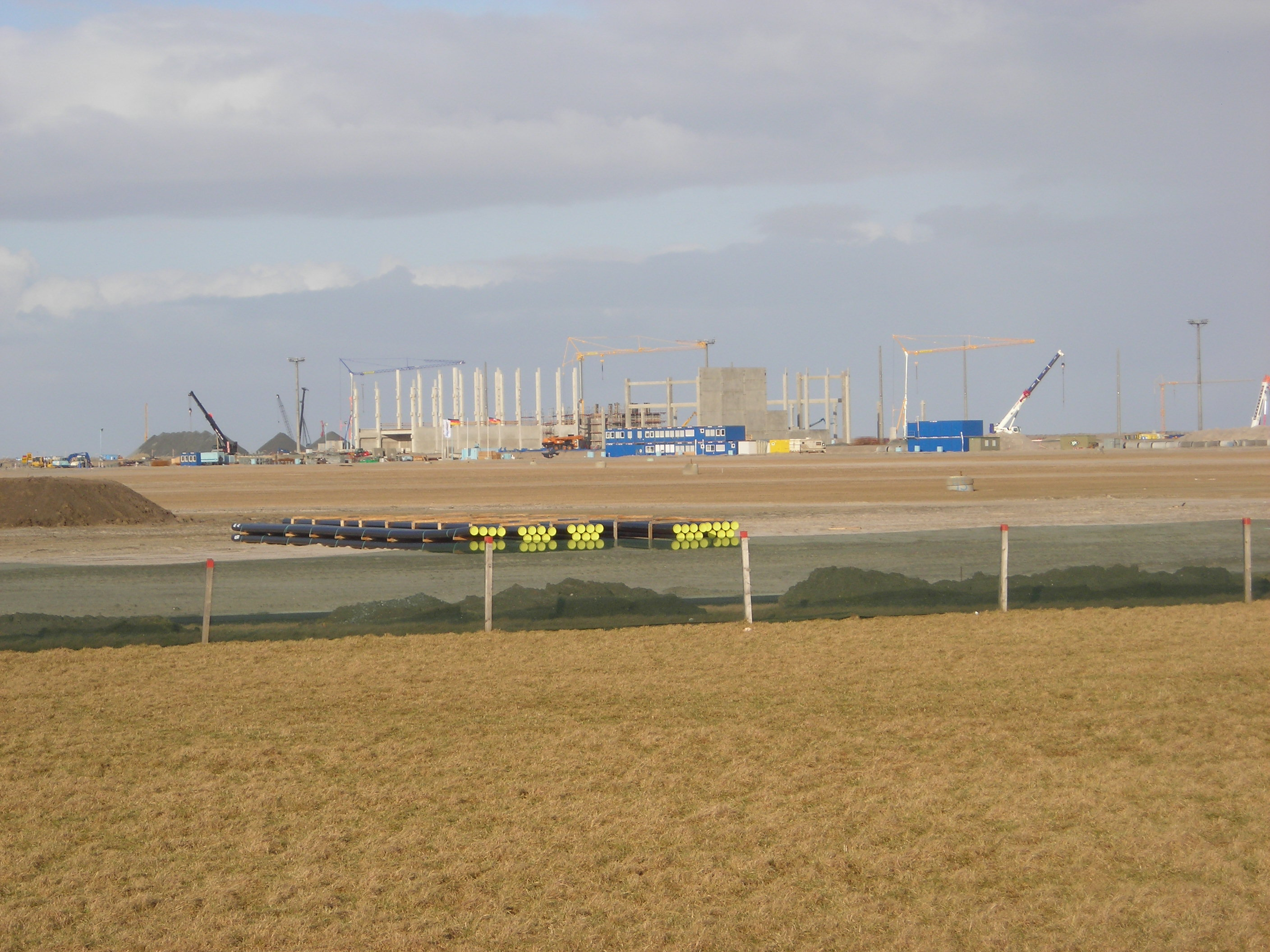
Februar 2012: Bau des Frischfrucht- und Tiefkühlterminals der Firma Nordfrost
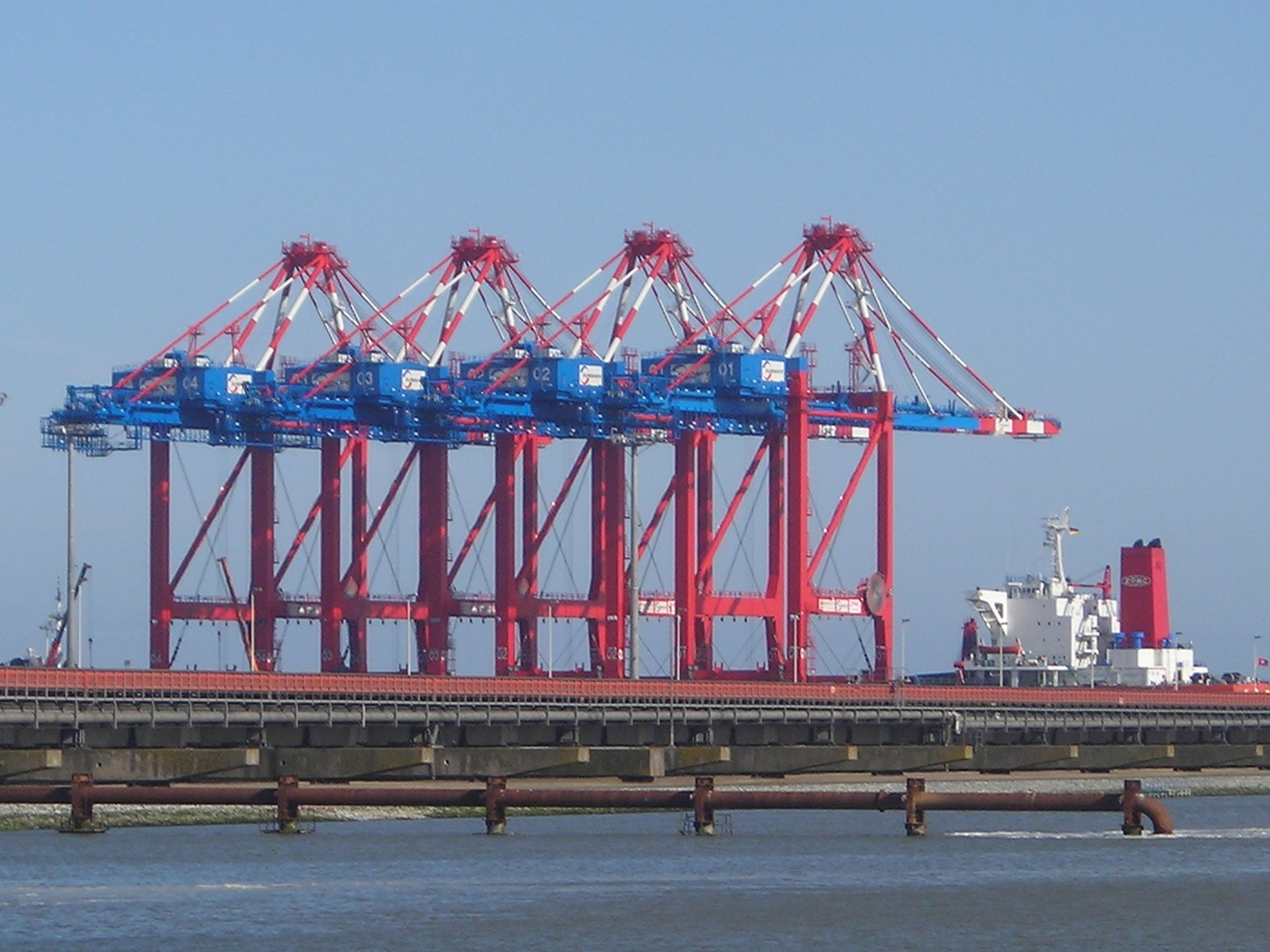
März 2012: Die ersten vier Containerbrücken für den JadeWeserPort stehen auf dem chinesischen Spezialschiff Zhen Hua 23 zur Entladung bereit.
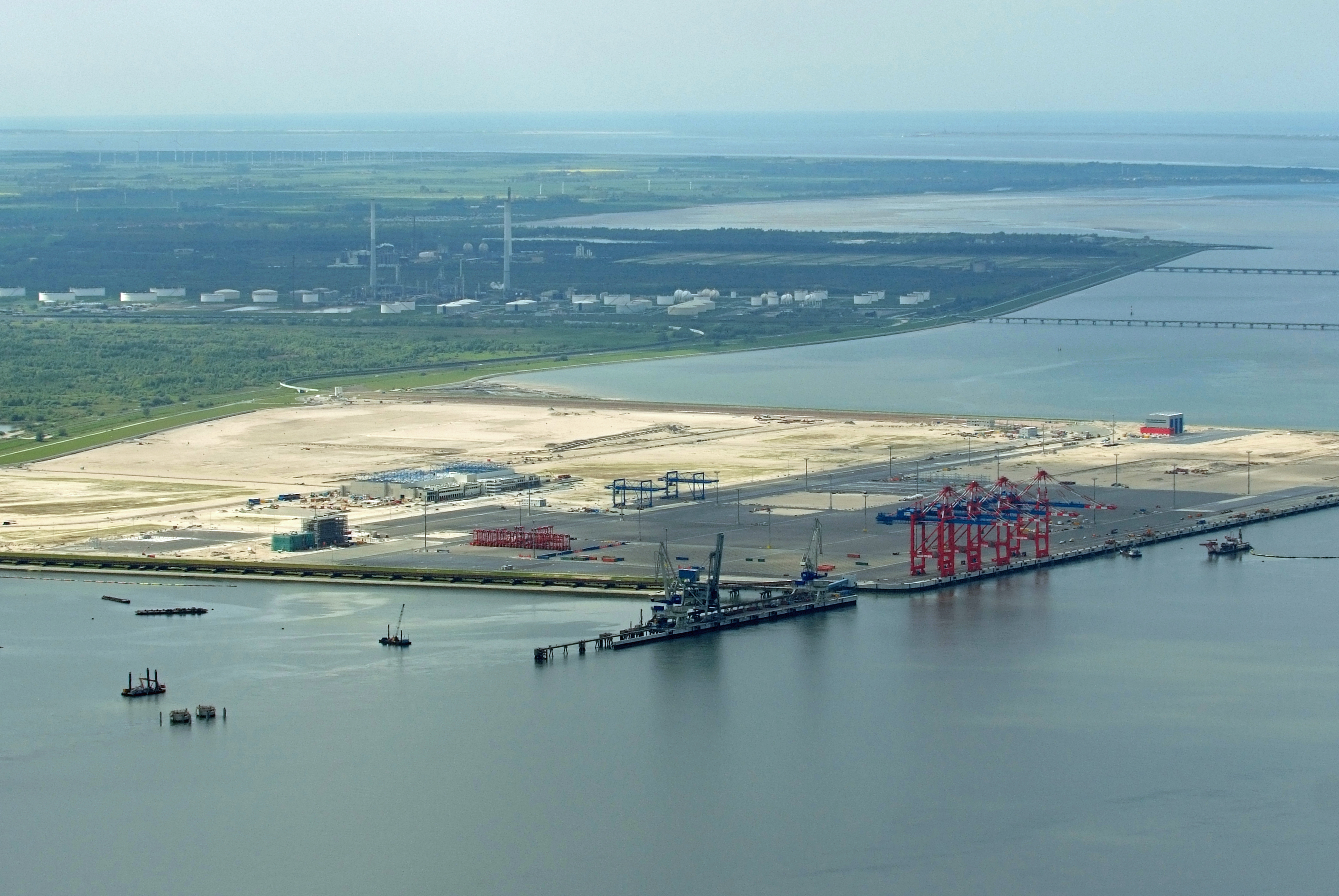
Mai 2012: Die Baustelle des JadeWeserPorts aus der Luft
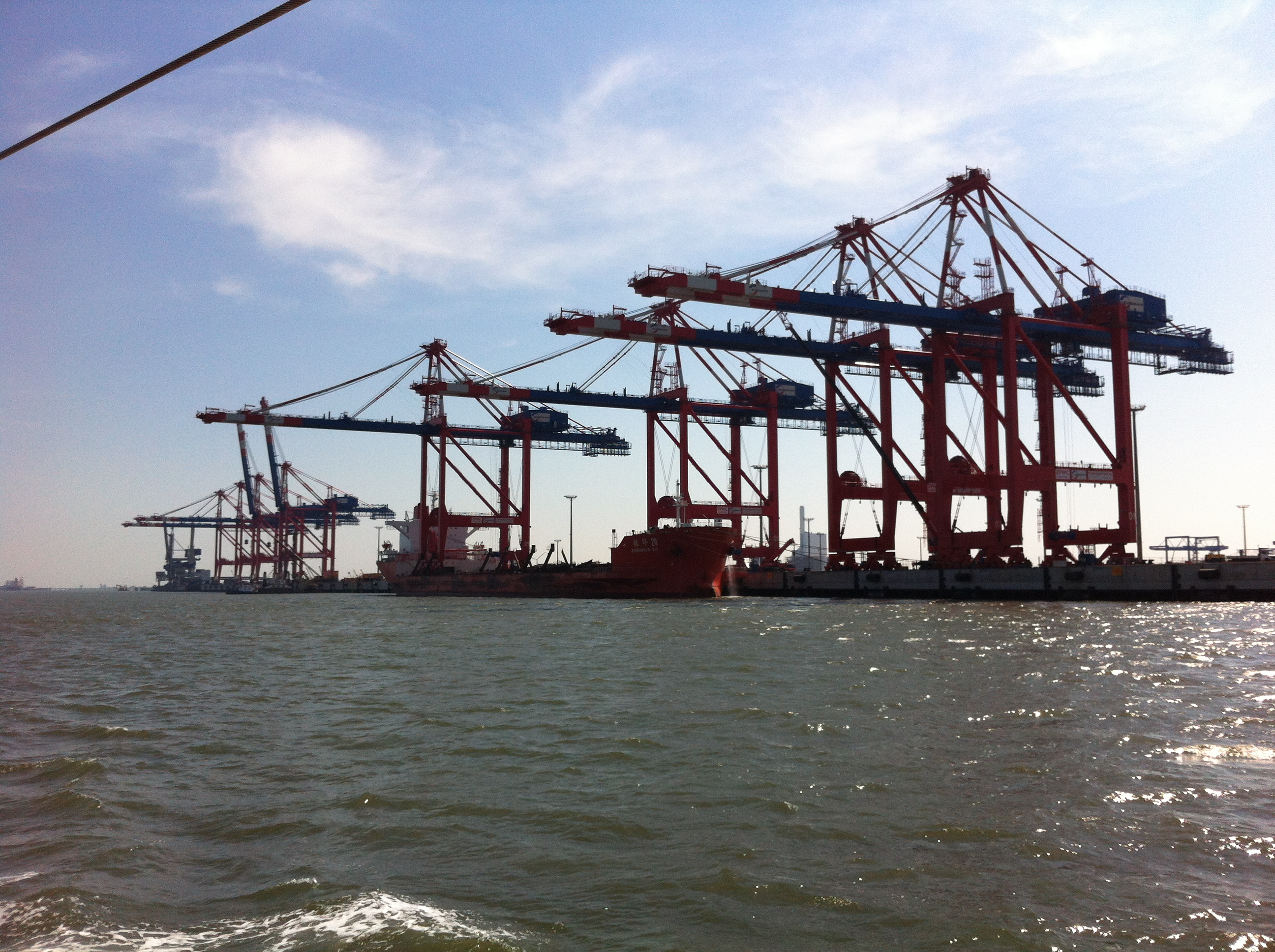
26. Mai 2012: Lieferung von Containerbrücken durch den Frachter Zhen Hua 24

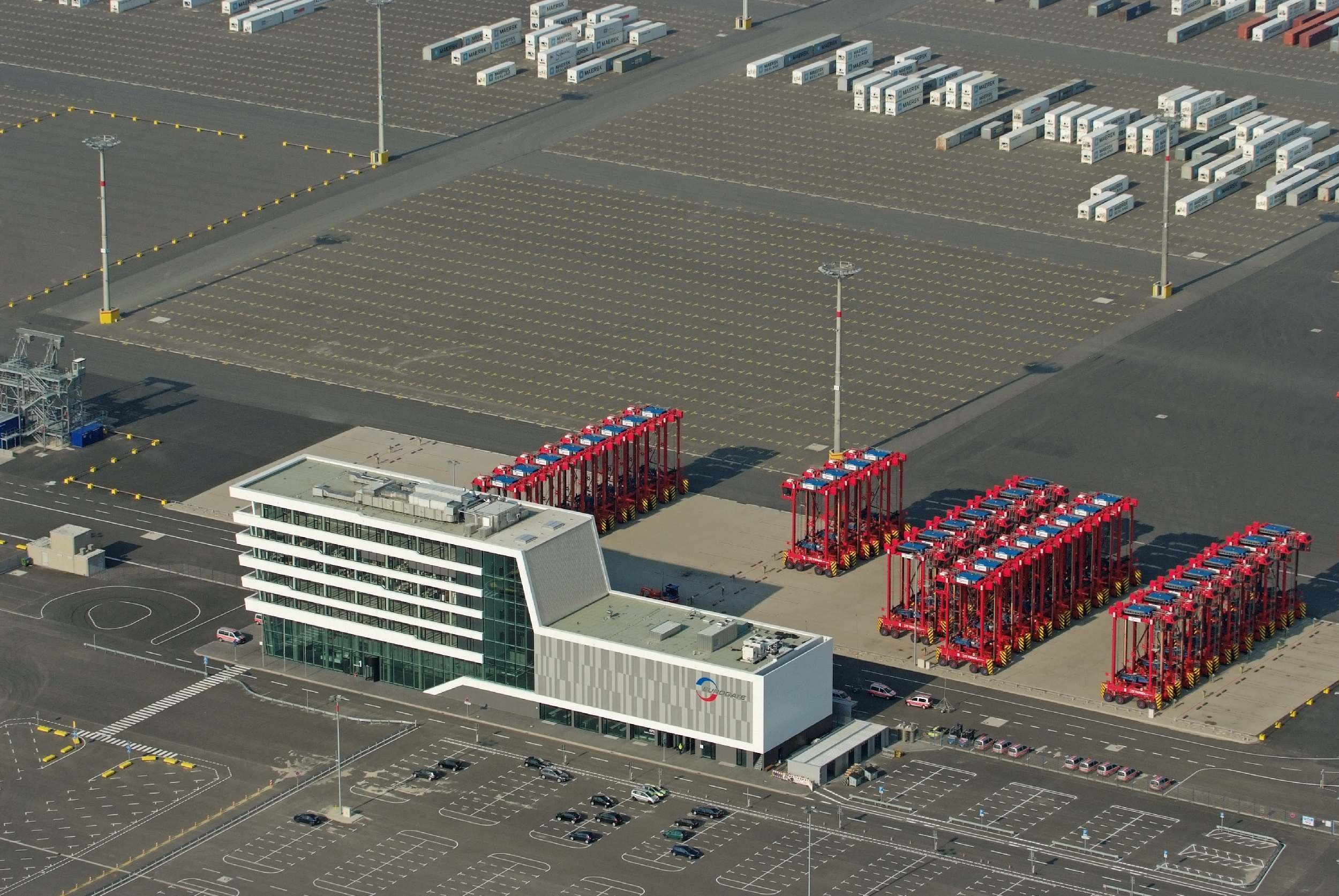
Bürogebäude und Freiflächen der Eurogate

## Leistungsdaten und Gestaltung des Projekts
Der JadeWeserPort kann tideunabhängig die größten bisher gebauten Containerschiffe wie etwa die Emma-Mærsk-Klasse und die OOCL G-Klasse voll beladen abfertigen. Am Terminal bestehen vier Liegeplätze für Schiffe mit bis zu 430 m Länge, 16,5 m Tiefgang und mit mehr als 18.000 TEU Ladekapazität. Alternativ können zwei Groß-Containerschiffe mit 22.000 TEU be- oder entladen werden. Aufgrund der am Kai bestehenden Wassertiefe von 18 m können die Schiffe vollbeladen abgefertigt werden, was beispielsweise im Hamburger Hafen nicht möglich ist.
Die nutzbare Kailänge des JadeWeserPorts betrug bei Eröffnung zunächst 1000 Meter im südlichen Bereich. Bereits 2012 zeigte sich, dass diese Kaimauer beträchtlich beschädigt war und mehr als 300 Risse aufwies. Für die Schäden wurden die Baufirmen haftbar gemacht, die die Sanierung auf eigene Kosten leisteten. 2013 wurden weitere 725 Meter Kai in Betrieb genommen. Die Terminaltiefe beträgt 650 Meter. Für die Verladung werden acht große Post-panamax-Containerbrücken eingesetzt, weitere acht sind vorgesehen. Es handelte sich dabei um die damals größten Containerbrücken weltweit. Sie haben ein Gewicht von jeweils 1750 t und sind 83 m hoch. Die Ausleger sind 69 m lang und können 120 t heben.
Das Containerterminal selbst ist 130 ha groß; für Speditionen stehen 160 ha als sogenannte Logistikzone im Bereich des Hafengrodens zur Verfügung. Hier sorgen ein Güterverkehrszentrum und ein Distributionszentrum für die Weiterverteilung der Waren. Weitere Flächen für die industrielle und gewerbliche Nutzung in direkter Nachbarschaft zum JadeWeserPort befinden sich im angrenzenden Voslapper Groden, einem Naturschutzgebiet. Für deren Erschließung wurden sogenannte „Ausgleichsflächen“ an der Unterweser erworben. An das Hafengelände schließen sich Gleisanlagen für Containerzüge einschließlich eines sechsgleisigen KV-Terminals mit fünf Umschlagbrücken an, das zwischen dem Terminal und der Logistikzone liegt. Außerdem ist im Kajenbereich auf 70 m Länge Schwergutumschlag möglich.
Als Umschlagkapazität der ersten Ausbaustufe wurden 2,7 Millionen TEU im Jahr angegeben. Laut Planungen sollte ein weiterer Ausbau die Kapazität auf 4,2 Millionen TEU erhöhen. Sobald der Umschlag die Millionengrenze überschreitet – 2021 waren es 712.000 – sollen weitere acht Verladekräne aufgestellt werden, um den Anstieg zu bewältigen.
Für die zur Unterstützung der Schiffsbewegungen erforderlichen Schlepper, Lotsenversetz- und Festmacherboote wurde von Mai 2011 bis August 2012 am Norddamm ein sogenannter „Schlepper- und Servicehafen“ mit neun Dauer- und drei Ausweichliegeplätzen angelegt. Für den Bau wurden Kosten in Höhe von acht Millionen Euro aufgewendet. Der „Schlepper- und Servicehafen“ besteht aus 11 Pontons, die von Papenburger und Hamburger Unternehmen errichtet wurden. Neben den Schleppfahrzeugen kommen von hier aus auch Tankschiffe und Versorgungsboote zum Einsatz. Zudem dient der „Schlepper- und Servicehafen“ als Lotseneinsatzstelle.
Für die ersten sechs Jahre hat die JadeWeserPort-Realisierungsgesellschaft die Konzessionen für diese Schlepp-, Verhol- und Assistenzleistungen an drei Unternehmen vergeben: die Unterweser Reederei (URAG) in Bremen, die Bugsier-, Reederei- und Bergungsgesellschaft (Bugsier) in Hamburg und an die Firma Kotug in Rotterdam.

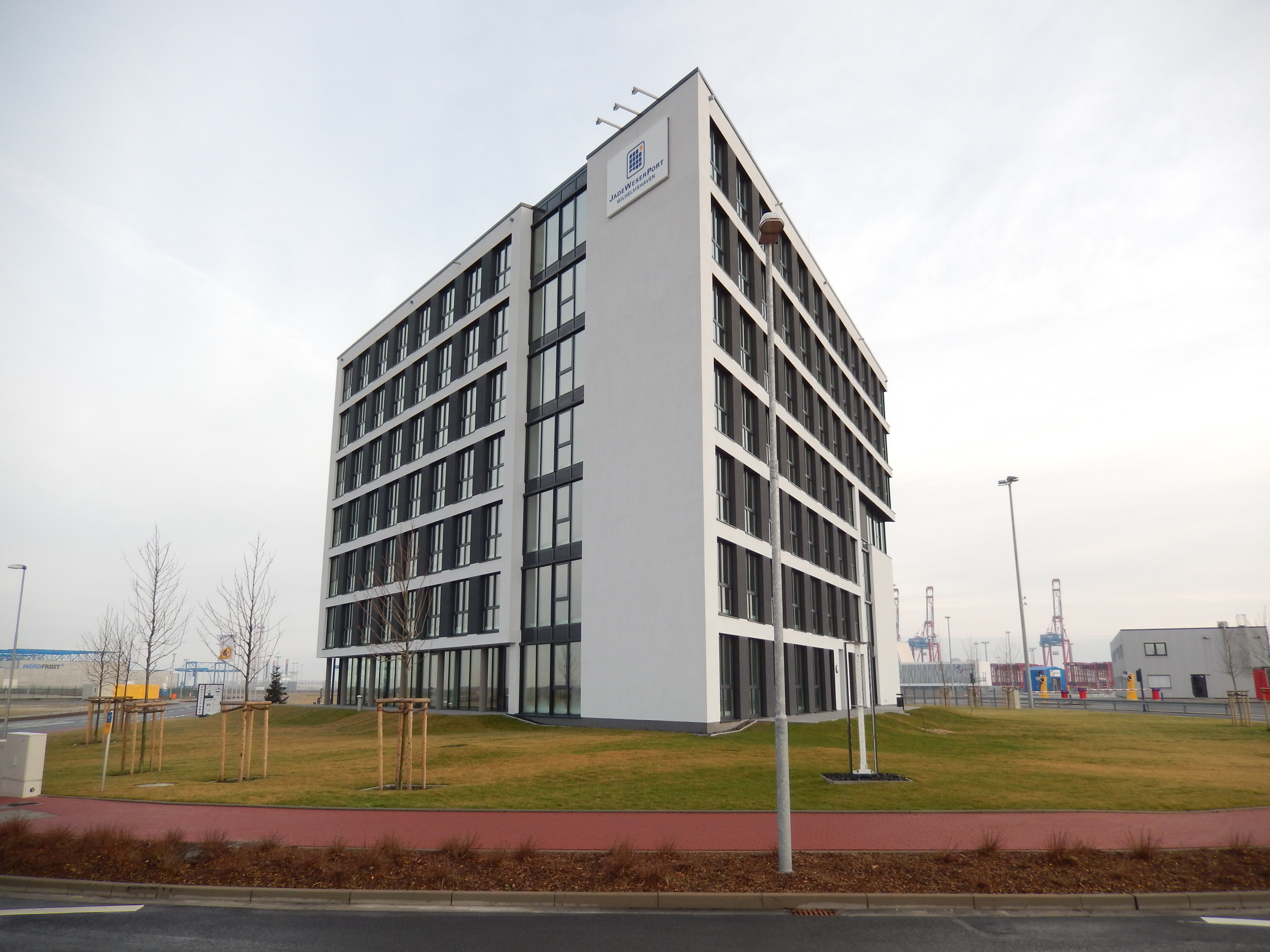
Bürogebäude Pacific One im Logistikbereich

## Logistikzone

### Nordfrost
Das erste Ansiedlungsprojekt auf der 160 ha großen Logistikzone war ein 20 ha großes Frischfrucht- und Tiefkühlterminal der Firma Nordfrost, das am 31. Juli 2012 seinen Betrieb aufnahm. Neben verschiedenen Kühlbereichen verfügt das Nordfrost-Seehafen-Terminal über einen Bereich für allgemeine Handelsgüter (General Cargo). Bis 2018 hatte Nordfrost das gepachtete Gebiet auf 32 ha erweitert. Der Bedarf kommt Nordfrost aufgrund des erheblich gestiegenen Exportes von Fleisch nach Süd-Ostasien zu.
Das Gebäude beherbergt außerdem Büros verschiedener Behörden, die im Hafen tätig sind, darunter das Veterinäramt Jade Weser, das Pflanzenschutzamt, eine Grenzkontrollstelle und eine Außenstelle der Bundesanstalt für Landwirtschaft und Ernährung. Diese Dienststellen haben ebenfalls am 31. Juli 2012 ihren Dienst aufgenommen.

### Güterverkehrszentrum
Im nördlichen Teil des Hafengeländes befindet sich das Güterverkehrszentrum (GVZ). Hier werden die angelandeten Waren umgeladen und für die verschiedenen verfügbaren landwärtigen Verkehrswege vorbereitet. Ab Dezember 2016 richtete die Rhenus-Gruppe eine Lagerfläche für Container im GVZ des JadeWeserPorts ein. Im März 2018 siedelte sich die Jade Dienst GmbH im GVZ an, die als alleiniger Konzessionsinhaber Festmacherdienste am JadeWeserPort anbietet. Im selben Jahr pachtete der Online-Händler AE Trade Online eine 1.800 m² große Lagerfläche. Das Familienunternehmen importiert Garten- und Wohnbedarf aus Asien, der direkt im JadeWeserPort angelandet und über das GVZ weiterverteilt wird.

### AE Trade Online
Im Oktober 2017 wurde mit dem Bau einer 1.800 m² großen Lagerhalle der AE Trade Online GmbH & Co. KG begonnen, welche am 29. Juni 2018 eingeweiht wurde. Der damit erste auf dem Gelände des JWP angesiedelte Online-Händler stammt aus dem nahe gelegenen Schortens und ist auf Deko-Produkte für den Innen- und Außenbereich spezialisiert, die unter dem Markennamen VIVANNO vertrieben werden.

### DP World Logistics
Im Oktober 2017 wurde bekannt, dass der Volkswagen-Konzern ein Logistik-Zentrum für den chinesischen Markt auf dem Gelände des JWP plant. Nach einer neunmonatigen Bauzeit wurden am 15. Mai 2019 vier Hallenkomplexe mit 40.000 m² Fläche durch den Betreiber Imperial Logistics eröffnet. Der Versand von circa 7.000 unterschiedlichen Teilen von Audi, VW und VW Nutzfahrzeuge aus Europa zu 30 Werken in 13 Ländern in Übersee schafft hier über 500 neue Arbeitsplätze. Seit Februar 2022 gehört Imperial Logistics sowie der Mutterkonzern Imperial Holdings vollständig zu DP World.

### China Logistics
Am 20. Februar 2020 hat China Logistics einen Erbbaurechtsvertrag über eine Fläche von 20 Hektar auf dem Gelände des JWP unterzeichnet. In zwei Bauabschnitten sollen hier zunächst 40.000 m² Hallenfläche und 110.000 m² ungedeckte Lagerfläche und schließlich eine zweite Halle mit 20.000 m² Fläche errichtet werden. Langfristig geplant wird mit einem Umschlag chinesischer Waren von circa 100.000 TEU pro Jahr. Der ursprünglich geplante Baubeginn Winter 2020/21 und damit auch die Inbetriebnahme 2021 hat sich aufgrund der COVID-19-Pandemie verzögert.

### Atlantic One
2020 wurde mit dem Bau der Halle ATLANTIC One mit 12.000 m² Logistik- und 745 m² Büro- und Sozialflächen für flexible Nutzungsmöglichkeiten begonnen und nach circa neun Monaten Bauzeit 2021 fertiggestellt. Realisiert wurde dieses Projekt durch den Investor Peper & Söhne Projekt GmbH, die Vermarktung der Mietflächen erfolgt durch das Immobilienberatungshaus Robert C. Spies.

### P3 Logistic Parks
Am 2. Juni 2022 unterzeichnete das Unternehmen P3 Logistic Parks, ein Entwickler und Eigentümer von Logistikimmobilien in Europa, einen Erbbaurechtsvertrag über eine Fläche von 21 Hektar auf dem Gelände des Güterverkehrszentrum am JadeWeserPort. Geplant ist bis 2025 die schrittweise Errichtung von drei Lagerhallen mit insgesamt 140.000 m² vermietbarer Fläche, inklusive 11.000 m² Mezzanin und 7.000 m² Bürofläche. Im Juli 2023 begannen die Bauarbeiten für die erste der drei Lagerhallen. Eine der Hallen muss besondere bauliche Anforderungen erfüllen, um geschützte Zollgüter unterzubringen. Außerdem wird P3 größere Tore für den Transport von sperrigen Gütern installieren. Die Hallen selbst besitzen eine lichte Höhe von 12 m, 17 ebenerdige Tore und 111 Überladebrücken.

### Sonstiges
Auf dem Gelände des JWP befindet sich das TRUCK-SERVICE-CENTER mit 311 kostenfreien Parkplätzen mit Serviceangebot.
2018 wurde im Auftrag von Audi eine bisher ungenutzte Fläche von 30 Hektar als temporäre Parkfläche befestigt und umzäunt. Sowohl Anlieferung als auch Abtransport der dort abgestellten PKW erfolgt überwiegend per Zug.
Die JadeWeserPort Realisierungs-Gesellschaft mbH & Co. KG ist Mitglied im Zentralverband der deutschen Seehafenbetriebe e. V.

## Lage und Verkehrsanbindung

Karte der Jade- und Weser-Mündung mit Lage des JadeWeserPorts

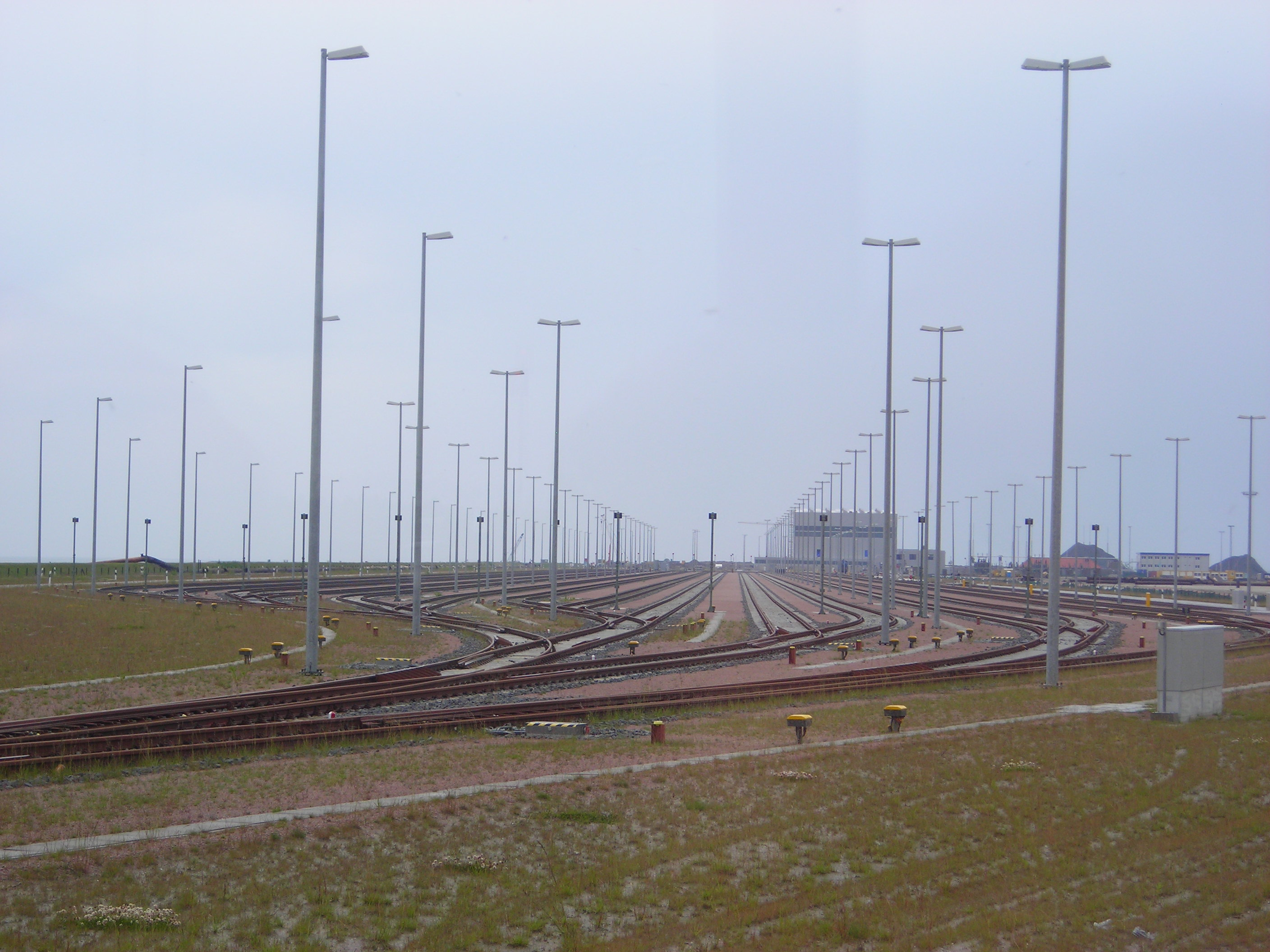
Die Gleisanlagen der Vorstellgruppe im RTW

Der JadeWeserPort zielt darauf ab, ein Umschlaghafen für Containerladung von und nach Skandinavien und dem Ostseeraum zu werden. Die Abfertigung großer Containerschiffe in Ostseehäfen ist für die Reeder wegen zusätzlichen Zeitaufwands und zusätzlicher Hafenstopps nicht wirtschaftlich. Die Container werden aus diesem Grund in den westeuropäischen Seehäfen wie etwa Rotterdam, Antwerpen, Hamburg oder Bremerhaven von den großen Containerschiffen auf kleinere Seeschiffe, so genannte Feederschiffe, sowie auf Eisenbahn, Lkw oder Binnenschiffe umgeladen. Der JadeWeserPort setzt auf den Feeder-Verkehr von und nach Skandinavien, ins Baltikum und vor allem nach Russland, womit 60 % des Umschlags abgedeckt werden soll. Außerdem soll ein Teil der Ladung auch über die Autobahn A 29 (20 %) und über die Eisenbahn (20 %) transportiert werden.

### Straße
Es wurde erwartet, dass der Lkw-Verkehr auf der Autobahn A 29 um mehr als 1000 Fahrten am Tag zunimmt. Deshalb ist die Autobahn ausgebaut und bis zum Hafengelände verlängert worden. Das Verkehrsaufkommen des Hafens wird außerdem auch zur Begründung der Forderung nach einer Küstenautobahn nach Stade und Lübeck herangezogen.

### Schiene
Für den Eisenbahnverkehr wurde erwartet, dass sich die Zahl der Güterzüge zwischen Wilhelmshaven und Oldenburg von acht auf voraussichtlich 44 bis 60 entwickeln wird. Um diesen zusätzlichen Verkehr aufnehmen zu können, wurde die Bahnstrecke Wilhelmshaven–Oldenburg bis Ende 2012 zweigleisig ausgebaut und bis zum
Oktober 2022 elektrifiziert. Das bereits vorhandene eingleisige Industriestammgleis zum Voslapper Groden wurde auf Geschwindigkeiten bis 100 km/h ertüchtigt und erhielt mit dem Bahnhof Accum kurz hinter dem Abzweig von der Strecke Esens–Sande eine 1000 Meter lange Ausweiche.
Auf dem Hafengelände befindet sich parallel zur nördlichen Hafenkante das Rail Terminal Wilhelmshaven (RTW). Es besteht aus einer so genannten Vorstellgruppe und einem Stellwerk. Die Anlage umfasst 16 Gleise von 655 bis 822 m Länge, die Platz für 13 Güterzüge bieten. Zwei Gleise sind als Verbindungsgleise, eines als Standwagengleis u. a. für Reparaturarbeiten vorgesehen. Die Betriebsführung der 17 Kilometer langen Hafenbahn haben die Eisenbahnen und Verkehrsbetriebe Elbe-Weser (EVB). Die Kapazität des RTW wird mit 1 Mio. Container pro Jahr angegeben. Zum Jahreswechsel 2022/2023 konnte die Elektrifizierung der 16-gleisigen Abstellanlage in Querfeldbauweise inklusive der Gleisanbindung an das Streckennetz der Deutschen Bahn AG abgeschlossen werden und die Oberleitungsanlage der Vorstellgruppe des JadeWeserPort in Betrieb genommen werden.
Am 13. Juli 2021 erreichte erstmals ein Direktzug aus China den JadeWeserPort. Der Zug war in Hefei, der Hauptstadt der ostchinesischen Provinz Anhui, gestartet und benötigte für die Strecke durch China, Russland, Kasachstan, Belarus und Polen 18 Tage. Damit war er etwa 14 Tage schneller als ein Containerschiff. Seine Transportkapazität betrug rund 100 Container. Die Verbindung wird durch die staatliche Betriebsgesellschaft Hefei International Land Port betrieben. Das Unternehmen ist auf die Organisation von internationalen Frachtverkehren mit Zügen zwischen Mitteleuropa und Zentralasien spezialisiert. Deutscher Partner ist dabei DB Cargo Eurasia, das bereits seit 2008 auf dem eurasischen Korridor tätig ist. Ziel ist zunächst, eine regelmäßige Verbindung von einem Zug pro Monat zu etablieren. Die Zugverbindung bietet sich für eilige Güter aus China mit Ziel in Skandinavien an, die im JadeWeserPort auf Feeder umgeladen werden.

### Binnenschifffahrt
Nachteilig ist, dass Wilhelmshaven nicht an das europäische Binnenwasserstraßennetz angebunden ist. Deshalb wurde der Bau einer Wasserstraße zur Weser geprüft. Eine Möglichkeit ist der Ausbau des Wattfahrwassers, eine andere der Bau eines Jade-Weser-Kanals in östliche Richtung. Als Alternative haben Vertreter aus Politik und Wirtschaft in der Region Ostfriesland/Emsland einen Ausbau des vorhandenen Ems-Jade-Kanals in westliche Richtung nach Emden vorgeschlagen, wo über die Ems und den Dortmund-Ems-Kanal eine Anschlussverbindung Richtung Süden zur Verfügung steht.
Da diese Maßnahmen als unrealistisch bewertet werden, wird geprüft, die Grenze zwischen See- und Binnenschifffahrt nach Westen zu verlegen, so dass seegängige Binnenschiffe den JadeWeserPort von der Weser aus erreichen können. Außerdem beabsichtigt die niedersächsische Landesregierung, die Seetauglichkeit von Binnenschiffen verbessern zu lassen. Diese sollen in die Lage versetzt werden, von Wilhelmshaven aus über die Nordsee und benachbarte Flussmündungen das Binnenwasserstraßennetz zu erreichen.
Seit dem 31. Mai 2008 hat die Stadtwerke-Verkehrsgesellschaft Wilhelmshaven den JadeWeserPort an das städtische Busliniennetz angebunden.

## Betriebsaufnahme

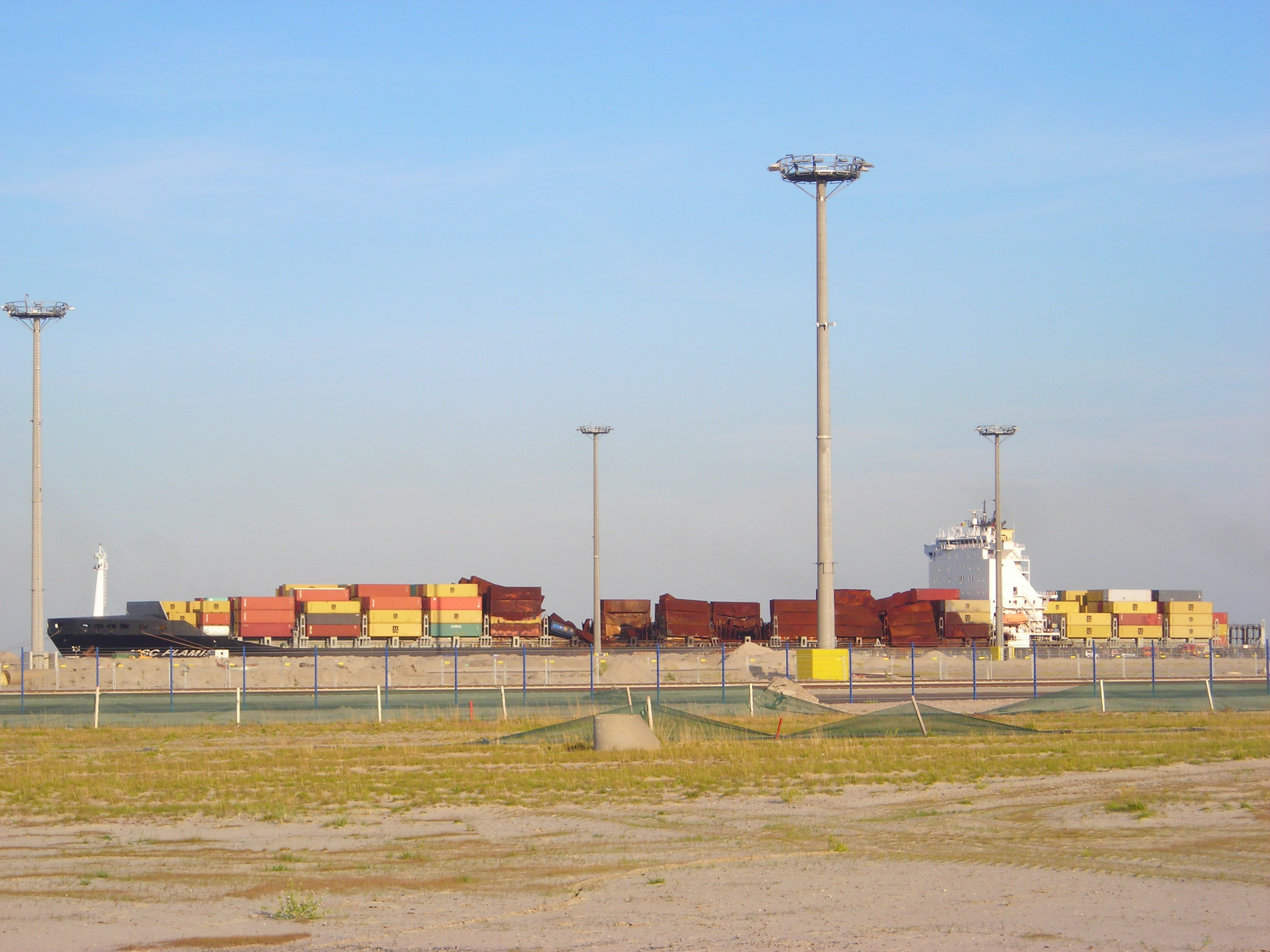
Das beschädigte Containerschiff MSC Flaminia nach seiner Ankunft im JadeWeserPort

Zur offiziellen Betriebsaufnahme des JadeWeserPorts am 21. September 2012 machte am selben Tag als erstes Containerschiff die Maersk Laguna fest, die auf der Südamerika-Route eingesetzt war.
Bereits vor der Maersk Laguna hat am 9. September 2012 außerplanmäßig das durch Feuer beschädigte Containerschiff MSC Flaminia im JadeWeserPort festgemacht. Wegen großer Mengen Löschwassers ließ sein Tiefgang das Anlaufen anderer deutscher Häfen nicht zu.
Am 17. September 2012 lief mit der Anna Schulte bereits vor der offiziellen Betriebsaufnahme ein Containerschiff den Hafen an. Das Schiff, das für Maersk im Liniendienst zwischen Europa und Lateinamerika fährt, kam aus St. Petersburg und löschte im Hafen die ersten Container.
Die Reederei Maersk hatte bei Betriebsbeginn zunächst zwei Schifffahrtsrouten nach Südamerika und Asien mit je einer wöchentlichen Abfahrt eingerichtet. Für das restliche Jahr 2012 waren auf diesen Routen 30 Schiffsankünfte geplant. Damit war seitens Maersk eine Garantie für den Umschlag von 500.000 TEU verbunden. Weitere An- und Abfahrten erfolgen durch die damit verbundenen Feeder-Dienste. Als erste feste Feederverbindung wurde im Oktober 2012 ein Dienst ins Baltikum aufgenommen.

## Auslastung
Die Gesamtkazität des Hafens wurde in der ersten Ausbaustufe auf 2.700.000 TEU konzipiert, die sich auf 4.200.000 TEU erweitern lässt. Nach der Eröffnung lief der Betrieb zunächst schleppend an und blieb weit unter den Erwartungen. Hieran hatte die Weltfinanzkrise von 2008 einen Anteil, das Wachstum des Containerumschlags minderte sich von 9 % auf 2 %. Von Januar bis März 2013 wurden im JadeWeserPort nur 7000 Container be- oder entladen. 350 der 400 Beschäftigten des Hafenbetreibers Eurogate wurden deshalb in Kurzarbeit geschickt.
| Jahr | Umschlag in TEU |
| ---- | --------------- |
| 2013 | 85.000          |
| 2014 | 67.076          |
| 2015 | 426.751         |
| 2016 | 481.720         |
| 2017 | 554.449         |
| 2018 | 655.790         |
| 2019 | 639.084         |
| 2020 | 423.243         |
| 2021 | 712.000         |
| 2022 | 683.400         |
| 2023 | 531.637         |
| 2024 | 843.452         |

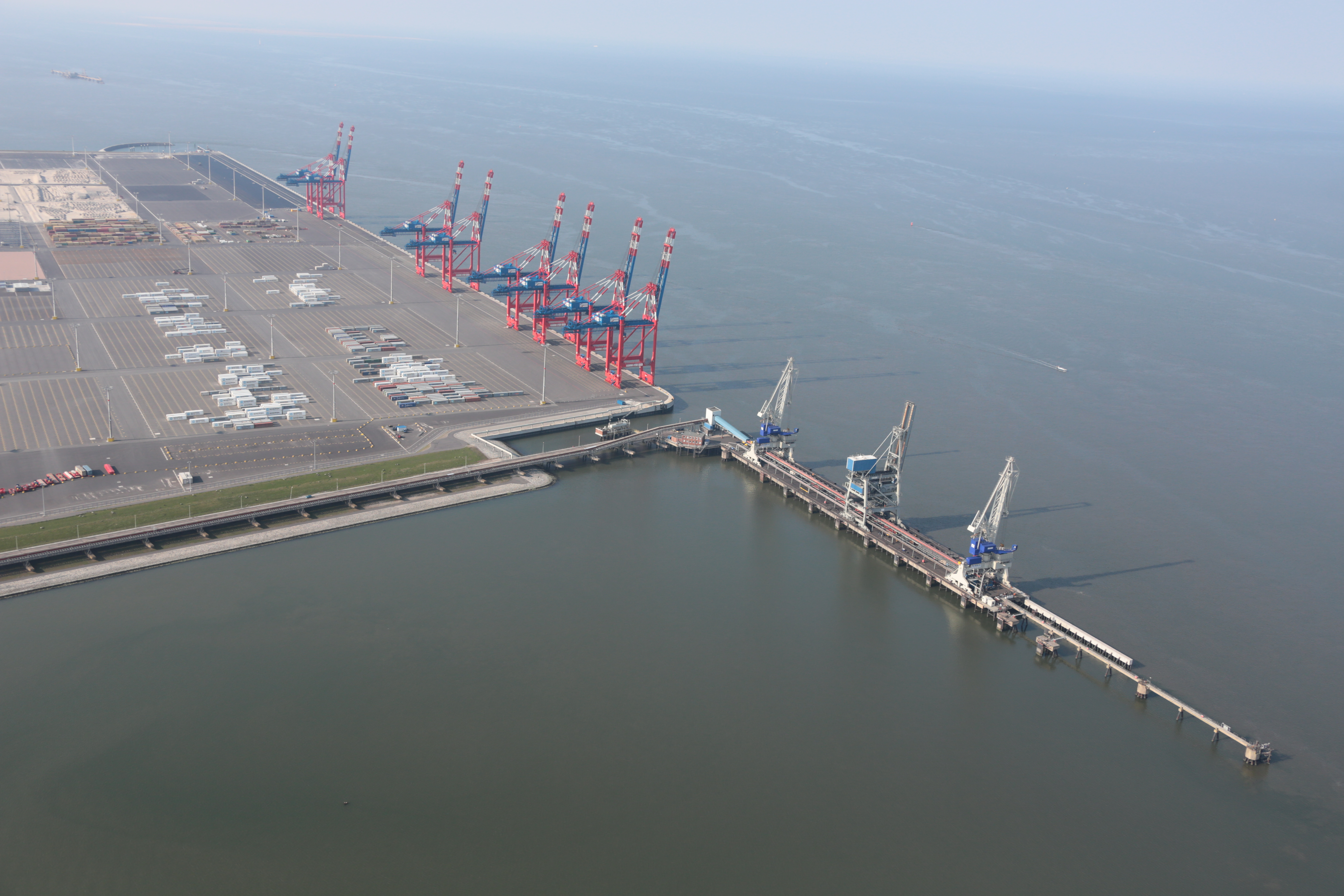
Die Containerbrücken des JadeWeserPorts sind 80 Meter hoch

Die, zu Anfang, mit 30 % am Eurogate Container Terminal Wilhelmshaven beteiligte Maersk-Reederei hatte den beteiligten Bundesländern Bremen und Niedersachsen in der Planungsphase den Umschlag von 700.000 Containern im Jahr 2013 zugesagt. Im ersten Betriebsjahr wurden aber lediglich 76.117 TEU im Containerterminal umgeschlagen. Der schlechte Start des Projekts, das damit deutlich hinter den Erwartungen zurückblieb, inspirierte die Rahmenhandlung des 2014 gedrehten Tatorts Kaltstart. 2014 wurden etwa 67.000 TEU umgeschlagen. Eurogate vereinbarte mit dem Betriebsrat für einen Großteil der Arbeitnehmer eine Fortsetzung der Kurzarbeit bis 2014.
Seit 2015 wird der JadeWeserPort auch im Liniendienst regelmäßig von Containerschiffen angelaufen, dadurch verbesserte sich mit Jahresbeginn die Auslastung des Hafens. Der JadeWeserPort wurde nunmehr von drei Überseelinien der Reederei Maersk angelaufen, von denen zwei Ostasien bedienten, die dritte Indien und den Mittleren Osten. Dabei kamen unter anderem Containerschiffe der Triple-E-Klasse (18.270 TEU) zum Einsatz. Außerdem wird der Hafen seither von vier Feederlinien bedient, die nach Skandinavien, Großbritannien, Benelux und dem Baltikum fahren. Damit lag der Umschlag um 12 % höher als im Vorjahr (426.700 TEU). 2017 waren es 554.449 TEU. Wegen dieser besseren Verbindungen entschlossen sich mehrere Unternehmen, den JadeWeserPort zur Verladung zu nutzen. Hinzu kam eine Anzahl außerplanmäßiger Anläufe verspäteter Schiffe, die zwecks Zeitersparnis den JadeWeserPort als Alternative zu weiter im Binnenland gelegenen Häfen anliefen. Der Containerumschlag beim ECTW steigerte sich infolge der positiven Entwicklung von 2016 auf 481.720 TEU. 2017 waren es 554.449 TEU. Dabei handelte es sich um einen Anstieg von 15 % gegenüber dem Vorjahr.
Seit Mai 2018 laufen nicht mehr zwei Maersk-Containerschiffe wöchentlich den JadeWeserPort an, sondern nur noch eines. Maersk begründete die Entscheidung mit einer Umstellung ihrer Linien. Der Umschlag an Containern soll gleich bleiben; gleichwohl gehen dem JadeWeserPort Liegegebühren verloren. 2018 wurden über 650.000 TEU umgeschlagen, 18 % mehr als 2017. Zum dritten Mal in Folge wurde ein zweistelliges Wachstum verzeichnet.
Zur Unterauslastung der Kapazität trägt zum Teil auch bei, dass im Prinzip der Containerverkehr nur als Full Container Load (FCL) betrieben wird; d. h. Güter die – mangels Masse – per Less Container Load verschifft werden, müssen nach dem Beladen an anderen Orten – mit Zusatzkosten – erst nach Wilhelmshaven gebracht werden, da dieser Service (Container Freight Station) vor Ort noch nicht angeboten wird. In den beiden nahegelegenen Hafenstädten Bremerhaven und Hamburg gibt es solche Dienstleister.

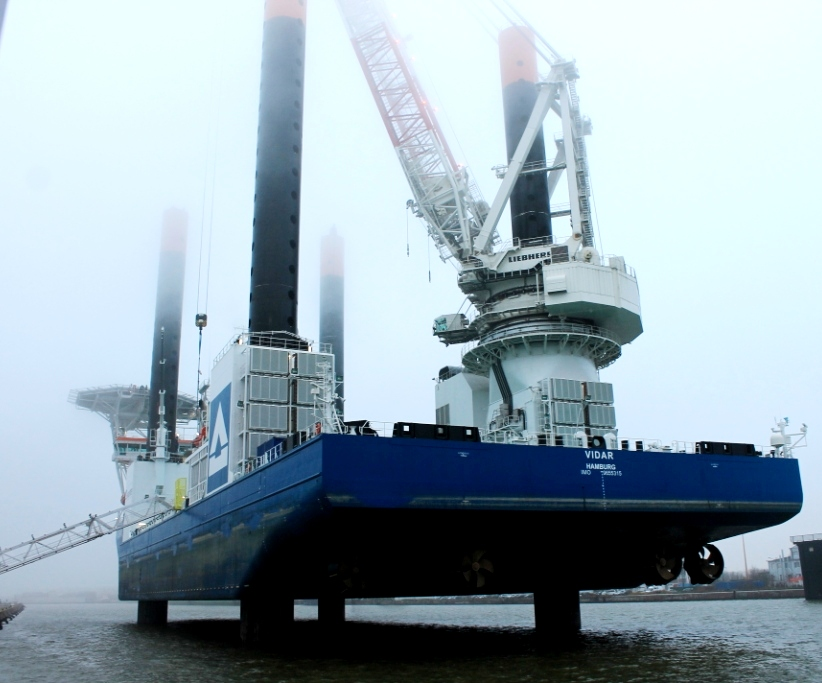
Errichterschiff Vidar

Nicht ausgelastete Hafenteile wurden für die Montage und Verschiffung von Rotoren für Offshore-Windkraftanlagen genutzt. Dabei übernahmen Errichterschiffe wie die Vidar zuvor im Hafengelände komplett montierte Rotorsterne und transportierten sie zum Baufeld der Offshore-Windparks in der Nordsee.

## Weiterer Ausbau
Die Planungen für den JadeWeserPort schließen die Möglichkeit ein, das Containerterminal um weitere Liegeplätze zu erweitern. Seit Anfang 2011 wird über diese Möglichkeit kontrovers diskutiert. So verwies der Wilhelmshavener Oberbürgermeister Menzel mit Blick auf die von der Reederei Maersk georderten Schiffe der Triple-E-Klasse darauf, dass die neueste Generation von Containerschiffen mit 18.000 TEU keine anderen deutschen Häfen anlaufen könne. Maersk dementierte gegenüber dem Fernseh-Magazin Plusminus zunächst, dass der JWP für die Abfertigung dieser Schiffe benötigt wird und verwies auf ausreichende Kapazitäten in Hamburg und Bremerhaven.
Nördlich des JadeWeserPorts wird der Bau eines zweiten Containerterminals erwogen, dessen Planung die JWP-Realisierungs-GmbH übernehmen könnte. Im Februar 2015 hatte die niedersächsische Landesregierung eine Machbarkeitsstudie zum weiteren Ausbau angekündigt, die Anfang 2016 mit positivem Ergebnis vorgestellt wurde. Nördlich des bestehenden Terminals könnte eine weitere Kaje in Nord-Süd-Richtung errichtet werden. Am 25. August 2017 kündigte der Betreiber des Jade-Weser-Ports, das Unternehmen Eurogate, an, bis 2018 die Mitarbeiterzahl von derzeit 400 auf 600 aufzustocken.
Im Zusammenhang mit dem Bau des Hafens wurden mehrere weitere Investitionsprojekte geplant oder geprüft. Dazu gehörten:
- der Gewerbepark JadeWeserPark neben dem Gelände der ehemaligen Olympia-Werke[120]
- die Einrichtung eines Autohofs an der A 29 bei der Anschlussstelle Zetel[121]
- der Bau eines Dienstleistungszentrums für Nutzfahrzeuge am Autobahnende außerhalb des JadeWeserPorts[121]
- die Herrichtung der beiden zerstörten Schleusenkammern der ehemaligen III. Hafeneinfahrt als Trockendocks für Schiffe bis zu 300 m Länge[122][123]

## Kritik
Nach Bekanntwerden der Planungen zum Bau des JadeWeserPorts gab es besonders von den Bewohnern Voslapps und Naturschützern immer wieder Kritik. Ihre Argumente waren unter anderem die Zerstörung des einzigen Sandstrandes Wilhelmshavens, des Geniusstrandes, des Campingplatzes und nicht zuletzt der Brutgebiete bedrohter Vogelarten und des Wattenmeeres.
Die Bürgerinitiative „Bürger gegen den JadeWeserPort“ bezweifelte die wirtschaftlichen Prognosen, die Umweltverträglichkeit des Projekts und die Notwendigkeit eines neuen Containerhafens an der Deutschen Nordseeküste. Sie hatte nach den Gerichtsentscheidungen zu Gunsten des Hafenbaus ihre Arbeit eingestellt.

## Tourismus und Veranstaltungen

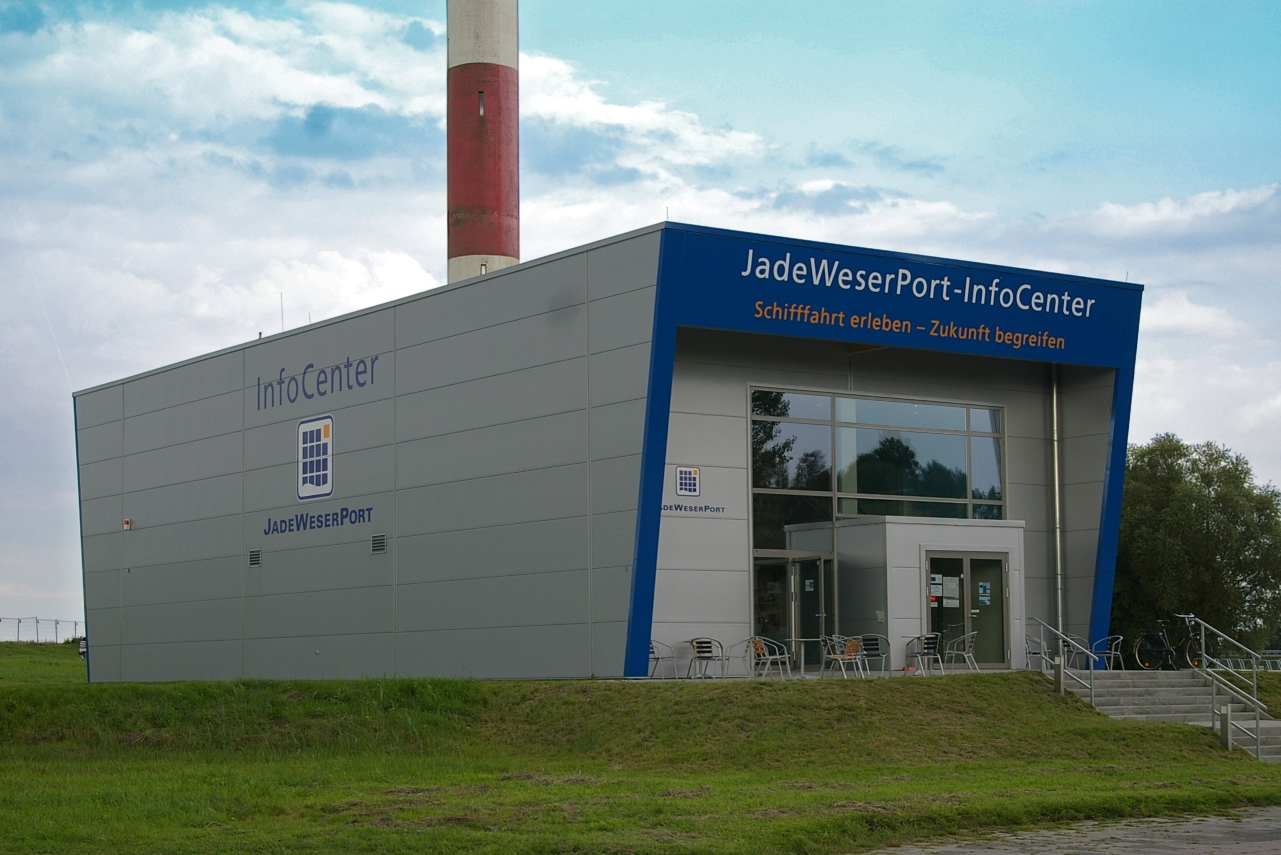
Informationszentrum direkt an der Baufläche

### JadeWeserPort-InfoCenter
Besucher können sich im JadeWeserPort-InfoCenter über den Projektverlauf sowie über die Themen Containerschifffahrt, maritime Wirtschaft, Transportwesen etc. informieren. Im Besucher- und Informationszentrum wird u. a. eine interaktive Ausstellung angeboten, in der sich Besucher auf eine Reise von Asien nach Europa begeben und dabei die Stationen auf dem Transportweg der Ware vom Erzeuger bis zum Endverbraucher miterleben, anfassen und ausprobieren können. Die Einrichtung wurde im Sommer 2008 eröffnet und wird durch die JadeWeserPort-InfoCenter GmbH betrieben. Seit Oktober 2010 finden mit den „Hafenbustouren JadeWeserPort“ auch regelmäßig Führungen mit fachkundiger Begleitung über das Hafengelände statt.

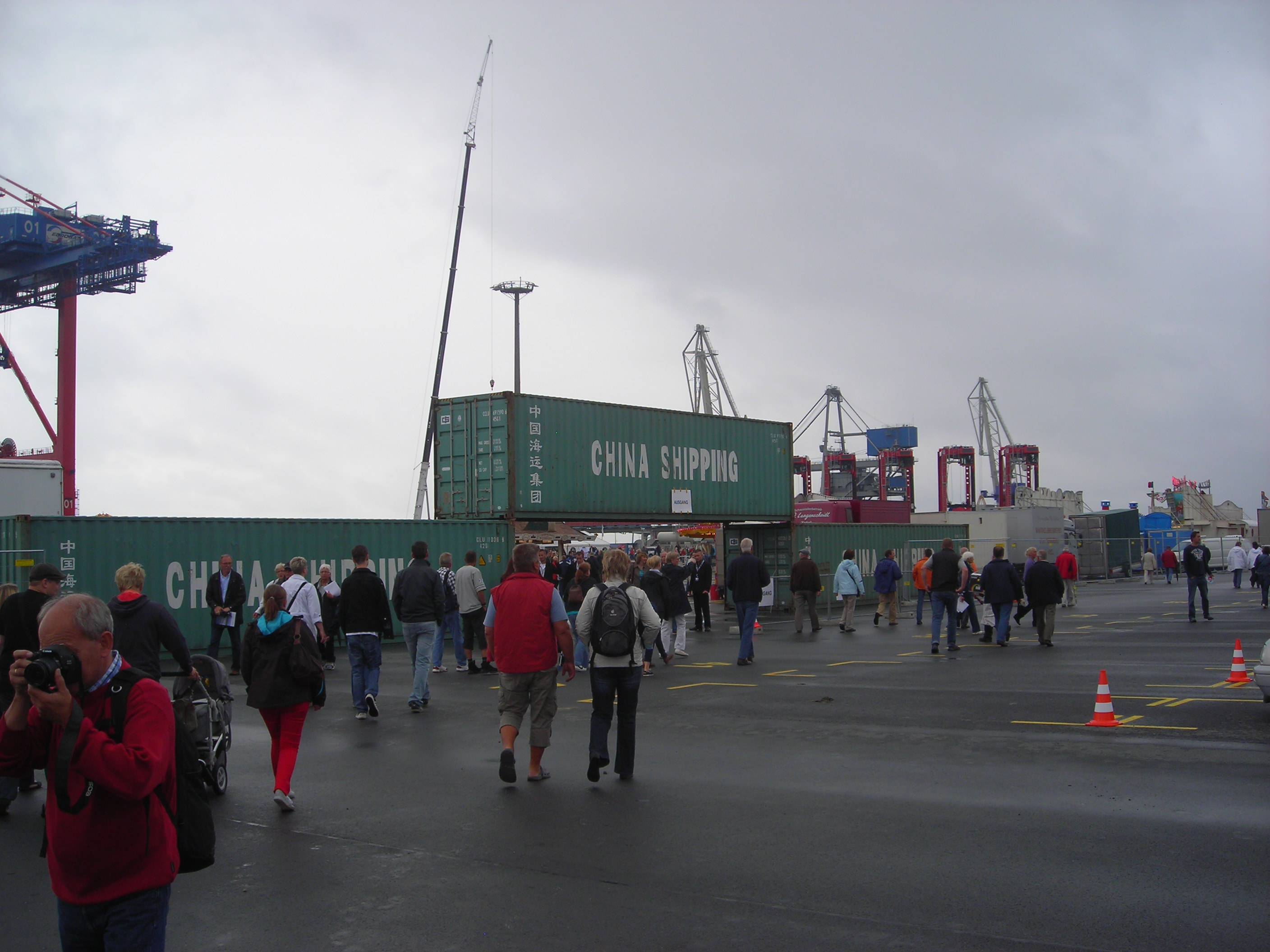
Tag der offenen Tür am 29. Juli 2012 kurz vor der Betriebsaufnahme

Im Zusammenhang mit dem JadeWeserPort gibt es touristische und sonstige Veranstaltungen und Aktivitäten.

### Tourismus
Der Tourismus in Wilhelmshaven hatte durch den Bau des JadeWeserPorts Einschränkungen erfahren, da der offizielle Badebetrieb am Geniusstrand sowie der Betrieb des angrenzenden Campingplatzes mit 760 Stellplätzen mit Ablauf der Saison 2004 eingestellt wurde.
Seitdem hat der Hafenbau eigene Besucher, die sich unter anderem im Informationszentrum informieren können. Während der Bauzeit wurden Besichtigungen des Terminalgeländes angeboten, die aus Sicherheitsgründen gemäß den Vorschriften des International Ship and Port Facility Security Codes (ISPS) seit der Betriebsaufnahme nicht mehr stattfinden können. Bei einem Tag der offenen Tür am 29. Juli 2012 wurden etwa 50.000 Besucher gezählt. Besondere Anlässe wie die Anlieferung der Containerbrücken zogen weitere Schaulustige an.
Die Betriebsgesellschaft hat in den Jahren 2014 und 2018 an der Weser Areale erworben, die zu Ausgleichsflächen umgestaltet werden, um die Belastung, die der Hafenbetrieb für die Natur bedeutet, auszugleichen. Die 2014 gestaltete Ausgleichsfläche am Langwarder Groden auf der Halbinsel Butjadingen wurde durch eine Öffnung des dortigen Außendeichs initiiert. Das nun teilweise überschwemmte, aber per Steg und Naturerlebnispfad zu erkundende Areal dient vielen Vogelarten als Brutstätte und gilt als Sehenswürdigkeit.

### JadeWeserPort-Cup
Als Werbemaßnahme für das Projekt wurde 2002 unter der Schirmherrschaft des niedersächsischen Ministerpräsidenten der Segelwettbewerb JadeWeserPort-Cup veranstaltet. Um das positive Image der Veranstaltung mit dem Austragungsort zu verbinden, wurde die Veranstaltung 2017 umbenannt und heißt jetzt Wilhelmshaven Sailing Cup. An dieser Regatta, die in der Regel am ersten Oktober-Wochenende ausgetragen wird, nehmen bis zu zwanzig größere Segelschiffe teil. 2013 wurde die Regatta anlässlich des 34. Deutschen Seeschifffahrtstags bereits im August ausgetragen.

### Weitere Veranstaltungen
Im Mai 2011 fand die 7. Nationale Maritime Konferenz unter Teilnahme von Bundeskanzlerin Angela Merkel und etwa tausend Vertretern aus der Wirtschaft, Wissenschaft und Forschung, den Gewerkschaften, der Politik und Verwaltung teilweise auf dem Terminalgelände statt.
Im September 2012 führte das Theaterprojekt Das letzte Kleinod die Premiere und mehrere Aufführungen des Theaterstücks Atalanta, das sich mit moderner Piraterie befasst, auf dem Gelände des JadeWeserPorts auf.